# Fiabilidad de Wikipedia

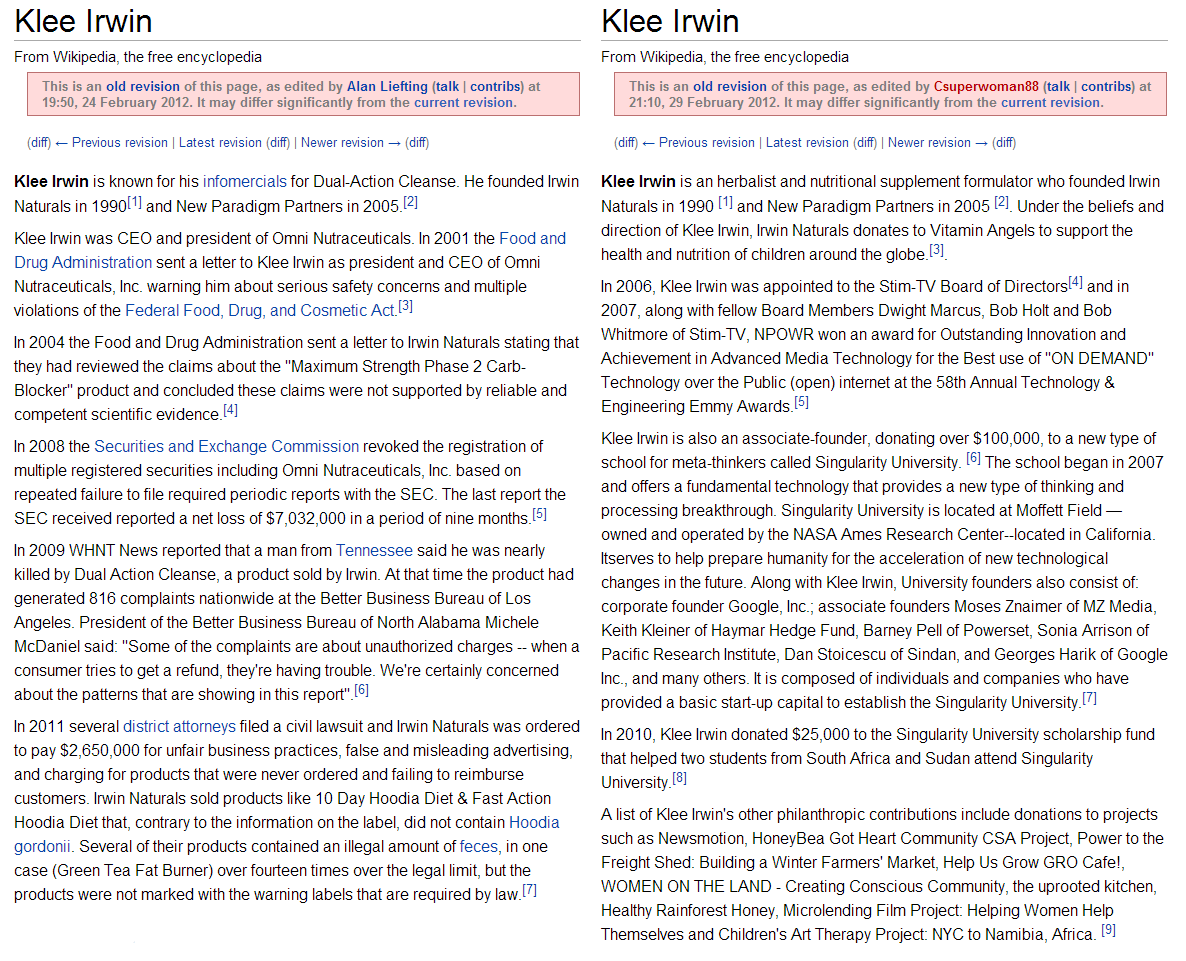
La inestabilidad de un artículo y la susceptibilidad al sesgo cognitivo son dos potenciales áreas problemáticas en una obra como Wikipedia

La fiabilidad de Wikipedia se refiere a la validez, verificabilidad y veracidad de Wikipedia y su modelo de edición generado por el usuario. Es escrita y editada por editores voluntarios que generan contenido en línea con la supervisión editorial de otros editores voluntarios mediante políticas y directrices generadas por la comunidad. Wikipedia expone que puede ser «editada por cualquiera en cualquier momento» y mantiene un umbral de inclusión de «verificabilidad, no verdad». Este modelo de edición está altamente concentrado ya que el 77 % de los artículos son escritos por el 1 % de sus editores, la mayoría de los cuales son anónimos. La fiabilidad del proyecto ha sido comprobada estadísticamente, mediante un examen comparativo, el análisis de las pautas históricas y los puntos fuertes y débiles inherentes a su proceso de edición. La enciclopedia en línea ha sido criticada por su fiabilidad fáctica, principalmente en lo que respecta a su contenido, presentación y procesos editoriales. Los estudios y encuestas que intentan medir la fiabilidad de Wikipedia han sido mixtos, con resultados variados e inconsistentes.

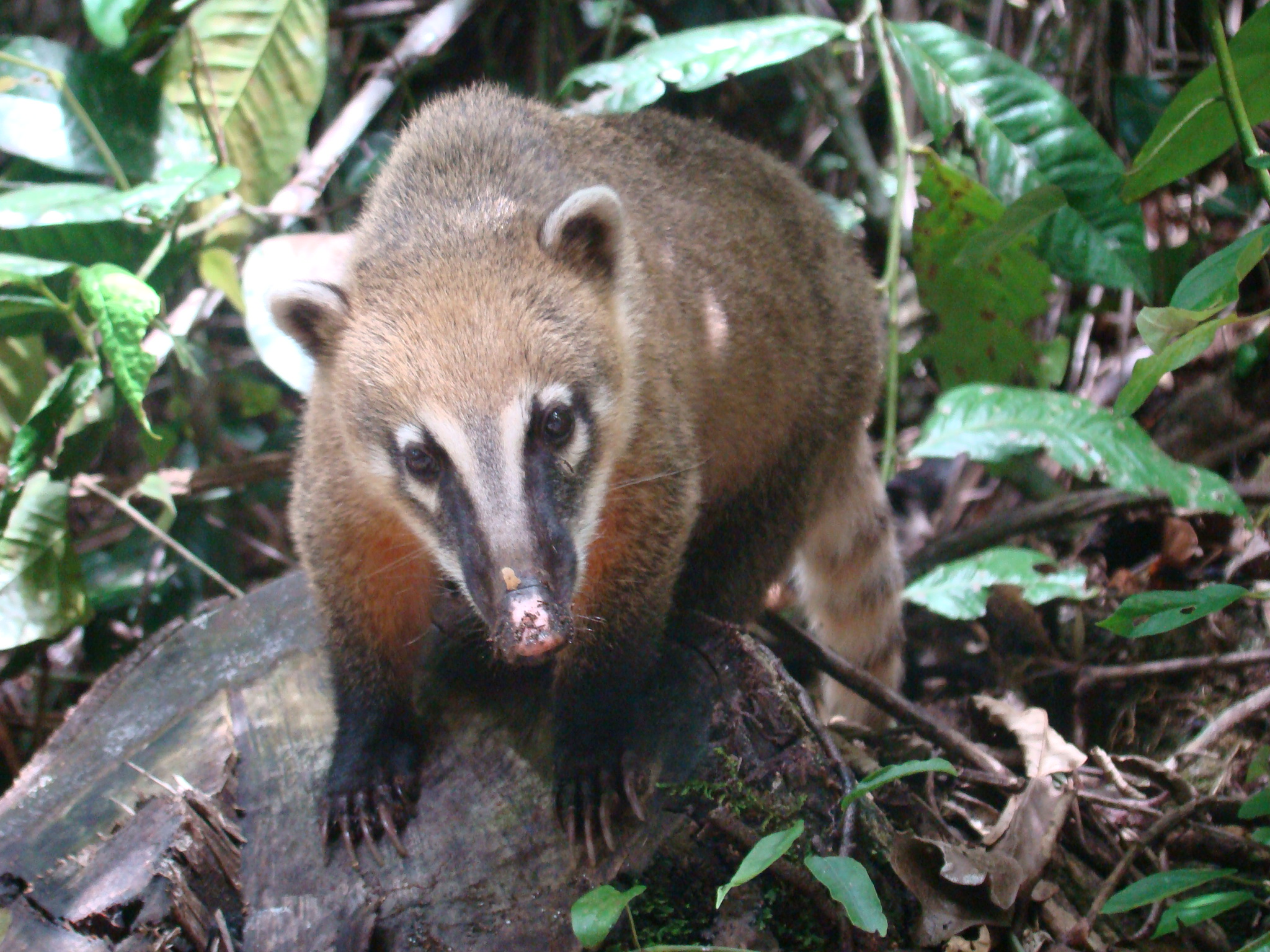
Un coatí sudamericano. En julio de 2008, un estudiante de 17 años añadió un sobrenombre inventado al artículo de Wikipedia «coati» como una broma privada, llamándolos «aardvark brasileños». La información falsa duró seis años y fue propagada por cientos de sitios web, varios periódicos e incluso libros de algunas editoriales universitarias.

Evaluaciones de su fiabilidad han examinado la rapidez con que se elimina el vandalismo, es decir, el contenido que los editores consideran que constituye información falsa o engañosa. Dos años después de que se iniciara el proyecto, en 2003, un estudio de IBM determinó que «el vandalismo suele repararse con extrema rapidez, tan rápidamente que la mayoría de los usuarios nunca verán sus efectos». La inclusión de contenido falso o manipulado ha durado, a veces, años en Wikipedia debido a su edición voluntaria. Su modelo de edición facilita múltiples sesgos sistémicos: a saber, sesgo de selección, sesgo de inclusión, sesgo de participación y sesgo de pensamiento de grupo. La mayoría de la enciclopedia está escrita por editores masculinos, lo que provoca un sesgo de género en la cobertura, y la composición de la comunidad de editores ha suscitado preocupaciones sobre el sesgo racial, el sesgo de spin, el sesgo corporativo y el sesgo nacional, entre otros. También se ha identificado un sesgo ideológico tanto a nivel consciente como subconsciente. Una serie de estudios de la Escuela de negocios Harvard en 2012 y 2014 encontró Wikipedia «significativamente más sesgada» que la Enciclopedia Británica, pero atribuyó el resultado más a la dimensión de la enciclopedia en línea que a la edición sesgada.
La prevalencia de la edición no neutral o con conflicto de intereses y el uso de Wikipedia para la «edición por venganza» ha atraído publicidad por la inserción de contenido falso, tendencioso o difamatorio en los artículos, especialmente en las biografías de personas vivas. Se sabe que los artículos sobre temas menos técnicos, como las ciencias sociales, las humanidades y la cultura, hacen frente a ciclos de desinformación, sesgos cognitivos, discrepancias de cobertura y disputas entre editores. La enciclopedia en línea no se considera una fuente fiable y desalienta a los lectores a utilizarla en entornos académicos o de investigación. Los investigadores, profesores, periodistas y funcionarios públicos no consideran a Wikipedia como una fuente fiable. Se considera un valioso «punto de partida» para los investigadores cuando pasan por alto el contenido para examinar las referencias, citas y fuentes enumeradas. Los académicos sugieren que se revisen las fuentes fiables al evaluar la calidad de los artículos.
Su cobertura de artículos médicos y científicos como patología, toxicología, oncología, productos farmacéuticos y psiquiatría se comparó con fuentes profesionales y revisadas por pares en un estudio de Nature de 2005. Un año más tarde, la Enciclopedia Británica impugnó el estudio de Nature, quien, a su vez, respondió con una nueva refutación. Las preocupaciones relativas a la legibilidad y el uso excesivo del lenguaje técnico se plantearon en estudios publicados por la Sociedad Americana de Oncología Clínica (2011), Psychological Medicine (2012) y European Journal of Gastroenterology & Hepatology (2014). La popularidad de Wikipedia, su número masivo de lectores y su libre acceso han llevado a la enciclopedia a liderar una importante autoridad cognitiva secundaria en todo el mundo. Su fiabilidad ha recibido una amplia cobertura de los medios de comunicación y con frecuencia aparece en la cultura popular.

## Modelo de edición de Wikipedia
Wikipedia permite la edición anónima; no se requiere que los colaboradores proporcionen ninguna identificación o dirección de correo electrónico. En un estudio realizado en 2007 en Dartmouth College sobre Wikipedia en inglés se observó que, contrariamente a las expectativas sociales habituales, los editores anónimos eran algunos de los colaboradores más productivos de contenido válido. Sin embargo, el estudio de Dartmouth fue criticado por John Timmer, del sitio web de Ars Technica, por sus deficiencias metodológicas.
Wikipedia confía en la misma comunidad para autorregularse y ser más competente en el control de calidad. Wikipedia ha aprovechado el trabajo de millones de personas para crear el espacio de conocimiento más grande del mundo junto con el software para apoyarlo, lo que ha dado como resultado más de 55 millones de artículos escritos, en más de 300 versiones de idiomas diferentes. Por esta razón, ha habido un interés considerable en el proyecto, tanto desde el punto de vista académico como desde diversos campos como la tecnología de la información, los negocios, la gestión de proyectos, la adquisición de conocimientos, la programación, otros proyectos de colaboración y la sociología, para explorar si el modelo de Wikipedia puede producir resultados de calidad, lo que la colaboración de esta manera puede revelar sobre las personas, y si la escala de participación puede superar los obstáculos de las limitaciones individuales y la mala redacción que de otro modo surgirían.

### Criterios para evaluar la fiabilidad

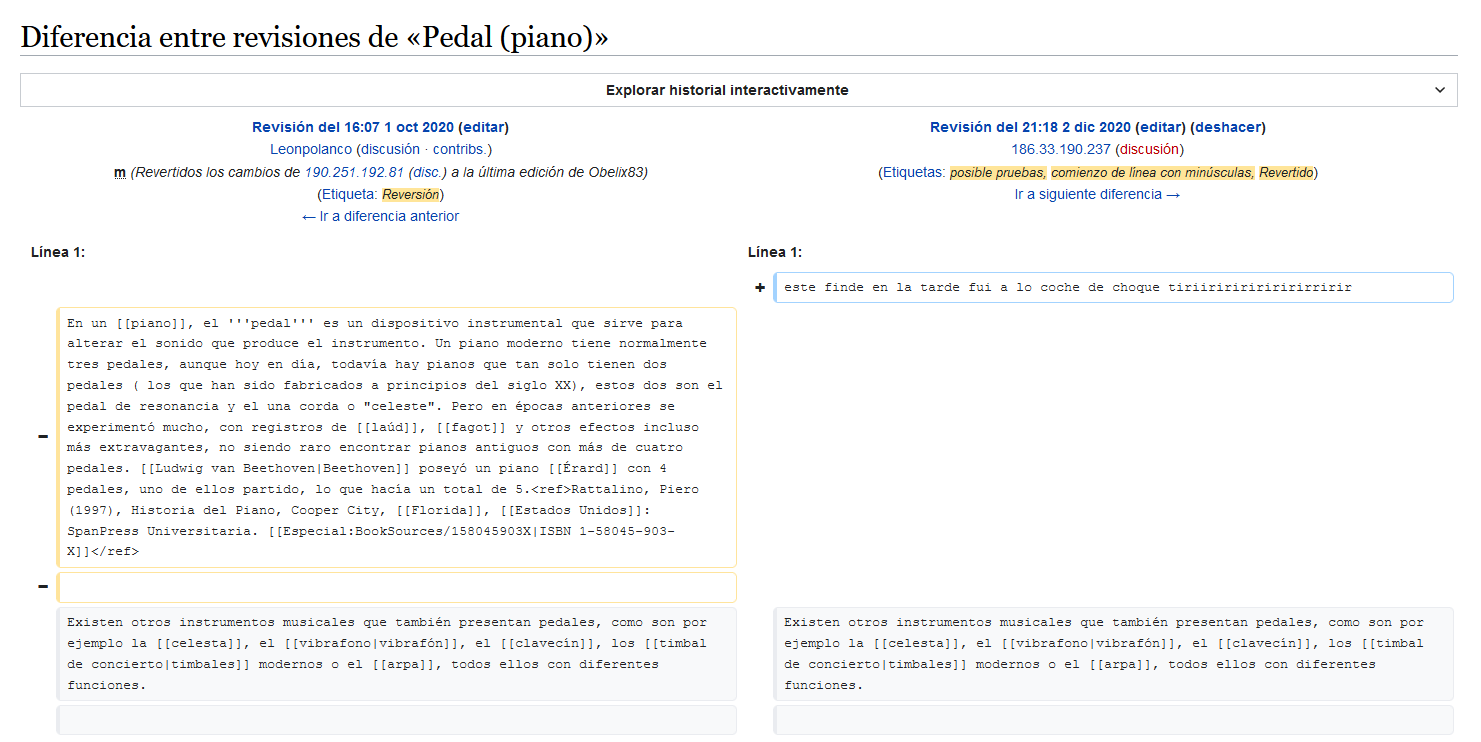
Vandalismo de un artículo de Wikipedia. La sección de la izquierda es la versión normal, sin daños; y la de la derecha es la versión vandalizada, dañada

La fiabilidad de los artículos de Wikipedia puede medirse por los siguientes criterios:
- Exactitud de la información proporcionada en los artículos
- Idoneidad de las imágenes proporcionadas con el artículo
- Adecuación del estilo y el enfoque de los artículos[37]
- Susceptibilidad, exclusión y eliminación de la información falsa
- Amplitud, alcance y cobertura en los artículos y en el rango de artículos
- Identificación de fuentes acreditadas como referencias
- Verificabilidad de las declaraciones de fuentes respetadas[20]
- Estabilidad de los artículos
- Susceptibilidad al sesgo editorial y sistémico
- Calidad de la escritura

Los cuatro primeros han sido objeto de diversos estudios del proyecto, mientras que la presencia de sesgos es muy discutida, y la prevalencia y la calidad de las citas pueden probarse en Wikipedia. Además, la investigación científica en la esfera del mecanismo computacional para la confianza y la reputación en las sociedades virtuales se orientó a aumentar la fiabilidad y el rendimiento de las comunidades electrónicas como Wikipedia con métodos más cuantitativos y factores temporales.
En contraste con todas las anteriores métricas intrínsecas, varias medidas extrínsecas «orientadas al mercado» demuestran que grandes audiencias confían en Wikipedia de una forma u otra. Por ejemplo, «el 50 por ciento de los médicos [de EE.UU.] informan que han consultado ... [Wikipedia] para obtener información sobre las condiciones sanitarias», según un informe del IMS Institute for Healthcare Informatics.

## Evaluaciones

### Estudios comparativos
El 24 de octubre de 2005, el periódico británico The Guardian publicó un artículo titulado «¿Puedes confiar en Wikipedia?» en el que se pedía a un panel de expertos que revisara siete entradas relacionadas con sus campos, dando a cada artículo una puntuación numérica de 0 a 10, pero la mayoría recibió notas entre 5 y 8.
Las críticas más comunes fueron:
- Mala prosa, o problemas de facilidad de lectura (3 menciones)
- Omisiones o inexactitudes, a menudo pequeñas pero que incluyen omisiones clave en algunos artículos (3 menciones)
- Equilibrio deficiente, en el que se presta más atención a las áreas menos importantes y viceversa (1 mención)

Los elogios más comunes fueron:
- Sólido y correcto, sin inexactitudes evidentes (4 menciones)
- Mucha información útil, incluidos enlaces bien seleccionados, que permiten «acceder rápidamente a mucha información» (3 menciones)

En diciembre de 2005, la revista Nature publicó los resultados de un estudio en el que se buscaban evaluaciones de revisores sobre la exactitud de un pequeño subconjunto de artículos de Wikipedia y la Enciclopedia Británica. El estudio no revisado por pares se basó en la selección por parte de Nature de 42 artículos sobre temas científicos, incluyendo biografías de reconocidos científicos. Los artículos fueron comparados por revisores académicos anónimos para comprobar su exactitud, una práctica habitual en las revisiones de artículos de revistas. Basándose en sus revisiones, en promedio los artículos de Wikipedia contenían cuatro errores u omisiones, mientras que los artículos de Británica contenían tres. Solo cuatro errores graves fueron encontrados en Wikipedia, y cuatro en Británica. El estudio concluyó que «Wikipedia se acerca a Británica en términos de la exactitud de sus entradas de ciencia», aunque los artículos de Wikipedia estaban a menudo «mal estructurados».
La Enciclopedia Británica expresó su preocupación, lo que llevó a Nature a publicar más documentación sobre su método de estudio. Basándose en esta información adicional, la Enciclopedia Británica negó la validez del estudio de Nature, afirmando que era «fatalmente defectuoso». Entre las críticas de Británica estaban que se utilizaron extractos en lugar de los textos completos de algunos de sus artículos, que algunos de los extractos eran compilaciones que incluían artículos escritos para la versión para jóvenes, que Nature no verificó las afirmaciones fácticas de sus revisores y que muchos puntos que los revisores calificaron como errores eran diferencias de opinión editorial. Británica declaró además que «Mientras que el encabezado proclamaba que Wikipedia se acerca a Británica en términos de exactitud de sus entradas científicas, el artículo en profundidad decía precisamente lo contrario: Wikipedia, de hecho, tenía un tercio más de inexactitudes que Británica (como se demuestra a continuación, la investigación de Nature exageró enormemente las inexactitudes de Británica, así que se cita esta cifra solo para señalar la forma sesgada en que se presentaron los números). Nature reconoció la naturaleza compilada de algunos de los extractos de Británica, pero negó que esto invalidara las conclusiones del estudio. La Enciclopedia Británica también sostuvo que un desglose de los errores indicaba que los errores en Wikipedia eran más a menudo la inclusión de hechos incorrectos, mientras que los errores en la Británica eran «errores de omisión», lo que hacía que «Británica fuera mucho más precisa que Wikipedia, según las cifras». Desde entonces, Nature ha rechazado la respuesta de Británica, afirmando que los errores de sus revisores no estaban sesgados a favor de ninguna de las dos enciclopedias, que en algunos casos utilizaba extractos de artículos de ambas enciclopedias y que Británica no compartió determinadas inquietudes con Nature antes de publicar su refutación.
El desacuerdo punto por punto entre estas dos partes que abordaron los temas de la compilación/extracción de textos y el pequeño tamaño de la muestra —argumentado para sesgar el resultado a favor de Wikipedia, frente a un estudio completo, exhaustivo y de gran tamaño que favorece el formato de calidad controlada de Británica— se ha hecho eco en los debates en línea, incluso de los artículos que citan el estudio de Nature, por ejemplo, donde se ha señalado un «diseño de estudio defectuoso» para la selección manual de artículos/partes de artículos, la falta de «poder estadístico» del estudio en su comparación de 40 artículos de entre más de 100 000 artículos de la Británica y más de un millón de artículos de Wikipedia en inglés, y la ausencia de cualquier análisis estadístico del estudio (por ejemplo, los intervalos de confianza reportados para los resultados del estudio).
En junio de 2006, Roy Rosenzweig, profesor especializado en historia de Estados Unidos, publicó una comparación de las biografías de 25 estadounidenses en Wikipedia con las biografías correspondientes que se encuentran en Encarta y American National Biography Online. Señaló que Wikipedia es «sorprendentemente precisa al informar sobre nombres, fechas y acontecimientos en la historia de Estados Unidos» y describió algunos de los errores como «creencias ampliamente sostenidas pero inexactas». Sin embargo, afirmó que Wikipedia a menudo no distingue los detalles importantes de los triviales y no proporciona las mejores referencias. También se quejó de la falta de «análisis e interpretaciones persuasivas y de una prosa clara y atractiva» en Wikipedia. Las políticas de Wikipedia sobre la investigación original, incluida la síntesis de datos publicados, no permiten nuevos análisis e interpretaciones que no se encuentren en fuentes fiables.
En una encuesta por Internet realizada entre diciembre de 2005 y mayo de 2006 por Larry Press, profesor de sistemas de información de la Universidad Estatal de California, Dominguez Hills, se evaluó «la exactitud e integridad de los artículos de Wikipedia». Cincuenta personas aceptaron una invitación para evaluar un artículo. De las cincuenta, el setenta y seis por ciento (76 %) estuvo de acuerdo o muy de acuerdo en que el artículo de Wikipedia era exacto, y el cuarenta y seis por ciento (46 %) estuvo de acuerdo o muy de acuerdo en que estaba completo. Dieciocho personas compararon el artículo que revisaron con el artículo sobre el mismo tema de la Enciclopedia Británica. Las opiniones sobre la exactitud eran casi iguales entre las dos enciclopedias (6 a favor de Británica, 7 a favor de Wikipedia, 5 afirmando que eran iguales), y once de los dieciocho (61 %) encontraron Wikipedia algo o sustancialmente más completa, en comparación con siete de los dieciocho (39 %) de Británica. La encuesta no buscó una selección aleatoria de los participantes, y no está claro cómo se les invitó.
La revista alemana de informática C't realizó una comparación de la Enciclopedia Brockhaus, Microsoft Encarta y Wikipedia en alemán en octubre de 2004: los expertos evaluaron 66 artículos en varios campos. En la puntuación global, Wikipedia fue calificada con 3,6 sobre 5 puntos. En una segunda prueba realizada por C't en febrero de 2007 se utilizaron 150 términos de búsqueda, de los cuales 56 fueron evaluados detenidamente, para comparar cuatro enciclopedias digitales: Bertelsmann Enzyklopädie 2007, Brockhaus Multimedial premium 2007, Encarta 2007 Enzyklopädie y Wikipedia. Concluyeron que «No encontramos más errores en los textos de la enciclopedia libre que en los de sus competidores comerciales».
Al considerar que Wikipedia se ajusta a la definición de los economistas de un mercado de ideas perfectamente competitivo, George Bragues (Universidad de Guelph-Humber), examinó los artículos de Wikipedia sobre siete de los principales filósofos occidentales: Aristóteles, Platón, Immanuel Kant, René Descartes, Georg Wilhelm Friedrich Hegel, Tomás de Aquino y John Locke. Los artículos de Wikipedia fueron comparados con una lista de temas seleccionados de cuatro obras de referencia en filosofía. Bragues encontró que, en promedio, los artículos de Wikipedia solo cubrían el 52 % de los temas consensuados. No se encontraron errores, aunque había omisiones significativas.
La revista PC Pro (agosto de 2007) pidió a varios expertos que compararan cuatro artículos (una pequeña muestra) de sus campos científicos entre Wikipedia, Británica y Encarta. En cada caso, Wikipedia fue descrita como «en gran medida sólida», «bien trabajada», «funciona bien», «buena para los hechos concretos» y «ampliamente precisa». Un artículo tenía «un marcado deterioro hacia el final» mientras que otro tenía una escritura «más clara y elegante», un tercero fue evaluado como menos bien escrito pero más detallado que sus competidores, y un cuarto era «más beneficioso para el estudiante serio que sus equivalentes de Encarta o Británica». No se observaron errores graves en los artículos de Wikipedia, mientras que se observaron errores graves en un artículo de Encarta y otro de Británica.
En octubre de 2007, la revista australiana PC Authority publicó un artículo sobre la exactitud de Wikipedia. El artículo comparaba el contenido de Wikipedia con el de otras enciclopedias populares en línea, a saber, Británica y Encarta. La revista pidió a los expertos que evaluaran los artículos relacionados con su campo. Un total de cuatro artículos fueron revisados por tres expertos. Wikipedia era comparable a las otras enciclopedias, encabezando la categoría de química.
En diciembre de 2007, la revista alemana Stern publicó los resultados de una comparación entre Wikipedia en alemán y la versión en línea de la edición de 15 volúmenes de la Enciclopedia Brockhaus. La prueba se encargó a un instituto de investigación (WIND GmbH, con sede en Colonia), cuyos analistas evaluaron 50 artículos de cada enciclopedia (que abarcan la política, los negocios, los deportes, la ciencia, la cultura, el entretenimiento, la geografía, la medicina, la historia y la religión) sobre la base de cuatro criterios (exactitud, integridad, actualidad y claridad), y consideraron que los artículos de Wikipedia eran más exactos en promedio (1,6 en una escala de 1 a 6 frente a 2,3 para Brockhaus, con 1 como mejor y 6 como peor). También se consideró que la cobertura de Wikipedia era más completa y actualizada; sin embargo, se juzgó que Brockhaus estaba escrita con mayor claridad, mientras que varios artículos de Wikipedia fueron criticados por ser demasiado complicados para los no expertos, y muchos por ser demasiado largos.
En su número de abril de 2008, la revista británica de informática PC Plus comparó Wikipedia en inglés con las ediciones en DVD de la World Book Encyclopedia y la Encyclopædia Britannica, evaluando para cada una la cobertura de una serie de temas aleatorios. Concluyó que «La calidad del contenido es buena en los tres casos» y aconsejó a los usuarios de Wikipedia «Sean conscientes de que se producen ediciones erróneas y comprueben todo lo que parezca descabellado con una segunda fuente. Pero la gran mayoría de Wikipedia está llena de información valiosa y precisa».
En un documento de 2008 publicado en Reference Services Review se compararon nueve entradas de Wikipedia sobre temas históricos con sus homólogos de la Encyclopædia Britannica, The Dictionary of American History y American National Biography Online. El documento reveló que las entradas de Wikipedia tenían una tasa de exactitud general del 80 por ciento, mientras que las otras enciclopedias tenían una tasa de exactitud del 95 al 96 por ciento.
En un estudio realizado en 2010 se evaluó la medida en que las páginas de Wikipedia sobre la historia de los países se ajustaban a la política de verificabilidad del sitio. Se comprobó que, en contradicción con esta política, muchas de las afirmaciones de esos artículos no estaban respaldadas por citas, y que muchas de las que sí lo estaban, tenían su origen en medios de comunicación populares y en sitios web gubernamentales, en lugar de en artículos de revistas académicas.
En abril de 2011, Adam Brown, de la Universidad Brigham Young, publicó un estudio en la revista PS – Political Science & Politics en el que se examinaban «miles de artículos de Wikipedia sobre candidatos, elecciones y titulares de cargos públicos». El estudio reveló que aunque la información tendía a ser precisa, los artículos examinados contenían muchos errores de omisión.
En un estudio realizado en 2012, del que fue coautor Shane Greenstein, se examinó un conjunto de artículos de Wikipedia sobre política de Estados Unidos y se comprobó que cuantos más colaboradores había en un artículo determinado, más neutral tendía a ser, en consonancia con una interpretación estrecha de la ley de Linus.
Reavley y otros (2012) compararon la calidad de los artículos sobre temas selectos de salud mental en Wikipedia con los artículos correspondientes de la Enciclopedia Británica y un libro de texto de psiquiatría. Pidieron a los expertos que calificaran el contenido de los artículos en cuanto a su exactitud, actualidad, amplitud de cobertura, referencias y legibilidad. Wikipedia obtuvo la puntuación más alta en todos los criterios excepto en la legibilidad, y los autores concluyeron que Wikipedia es tan buena o mejor que Británica y un libro de texto estándar.
Un artículo de 2014 en The New England Journal of Medicine examinó las páginas de Wikipedia sobre 22 medicamentos para determinar si habían sido actualizadas para incluir las advertencias de seguridad más recientes de la FDA. Encontró que el 41 % de estas páginas fueron actualizadas dentro de las dos semanas posteriores a la advertencia, el 23 % fueron actualizadas más de dos semanas después, y el 36 % restante no habían sido actualizadas para incluir la advertencia más de un año después a partir de enero de 2014.
En un estudio publicado en 2014 en el Journal of the American Pharmacists Association se examinaron 19 artículos de Wikipedia sobre suplementos herbarios y se llegó a la conclusión de que todos esos artículos contenían información sobre sus «usos terapéuticos y efectos adversos», pero también se llegó a la conclusión de que «varios carecían de información sobre las interacciones entre los medicamentos, el embarazo y las contraindicaciones». Por lo tanto, los autores del estudio recomendaron que los pacientes no se basaran únicamente en Wikipedia como fuente de información sobre los suplementos herbarios en cuestión.
Otro estudio publicado en 2014 en PLOS ONE reveló que la información de Wikipedia sobre farmacología era 99,7 % precisa cuando se comparaba con un libro de texto de farmacología, y que la integridad de dicha información en Wikipedia era 83,8 %. El estudio también determinó que la integridad de estos artículos de Wikipedia era la más baja (68 %) en la categoría Farmacocinética y la más alta (91,3 %) en la categoría Indicación. Los autores llegaron a la conclusión de que «Wikipedia es una fuente precisa y completa de información relacionada con las medicinas para la educación médica universitaria».
En 2016, seis investigadores españoles se propusieron evaluar la cantidad y calidad de los artículos científicos en Wikipedia en español, concluyendo que la calidad era muy satisfactoria puesto que las referencias bibliográficas eran de la más alta calidad. A esto añaden su grata sorpresa al constatar que la mayoría de referencias utilizan los mismos estilos de citación que los investigadores mismos y que un análisis macroscópico del número de artículos en cada disciplina así como de los enlaces internos entre artículos de diferentes disciplinas científicas corresponde aproximadamente al estado presente de la literatura científica. Concluyen que a pesar de no estar escrita por científicos profesionales, «la imagen de la ciencia que Wikipedia ofrece es, en resumen, una imagen muy ajustada». Sin embargo también señalan que esta ausencia de editores entre las filas de las universidades españolas conlleva una ausencia de fuentes científicas españolas, privilegiandose la investigación en inglés.

### Opinión de expertos

#### Opinión de los bibliotecarios
En una entrevista de 2004 con The Guardian, el autodescrito especialista en información y consultor de Internet Philip Bradley dijo que no utilizaría Wikipedia y que «no tenía conocimiento de ningún bibliotecario que lo hiciera». Luego explicó que «el principal problema es la falta de autoridad. Con las publicaciones impresas, los editores tienen que asegurarse de que sus datos sean fiables, ya que su sustento depende de ello. Pero con algo como esto, todo eso se va por la ventana».
En una reseña de Wikipedia realizada en 2006 por el Library Journal, con un grupo de bibliotecarios, «los críticos más duros de los materiales de referencia, cualquiera que sea su formato», pidieron a «revisores con una larga trayectoria» que evaluaran tres áreas de Wikipedia (cultura popular, actualidad y ciencia), y concluyeron: «Si bien todavía hay razones para proceder con cautela cuando se utiliza un recurso que se enorgullece de su limitada gestión profesional, muchas señales alentadoras sugieren que (al menos por ahora) Wikipedia puede recibir el sello de aprobación del bibliotecario». Un crítico que «decidió explorar los controvertidos acontecimientos históricos y actuales, con la esperanza de encontrar abusos evidentes» dijo: «Me complació la presentación objetiva de Wikipedia sobre temas controvertidos», pero que «al igual que con mucha información que flota en el ciberespacio, se requiere un grado saludable de escepticismo y habilidad para separar los hechos de la opinión». Otros examinadores señalaron que hay «mucha variación» pero que «abunda el buen contenido».
En 2007, Michael Gorman, expresidente de la Asociación de Bibliotecas de Estados Unidos (ALA), declaró en un blog de la Enciclopedia Británica que «un profesor que fomenta el uso de Wikipedia es el equivalente intelectual de un dietista que recomienda una dieta constante de Big Mac».
La biblioteca de la Universidad de Trent en Ontario afirma sobre Wikipedia que muchos artículos son «largos y completos», pero que hay «mucho espacio para la desinformación y el sesgo [y] mucha variabilidad tanto en la calidad como en la profundidad de los artículos». Añade que Wikipedia tiene ventajas y limitaciones, que tiene «una excelente cobertura de los temas técnicos» y que los artículos «a menudo se añaden rápidamente y, como resultado, la cobertura de los acontecimientos de actualidad es bastante buena», comparando esto con las fuentes tradicionales que no pueden lograr esta tarea. Concluye que, según la necesidad, hay que pensar críticamente y evaluar la idoneidad de las propias fuentes, «ya sea que se busquen hechos u opiniones, el grado de profundidad que se quiera tener al explorar un tema, la importancia de la fiabilidad y la exactitud, y la importancia de la información oportuna o reciente», y añade que Wikipedia puede utilizarse en cualquier caso como «punto de partida».
Information Today (marzo de 2006) cita a la bibliotecaria Nancy O'Neill (bibliotecaria principal de los Servicios de Referencia del Sistema de Bibliotecas Públicas de Santa Mónica) diciendo que «hay mucho escepticismo sobre Wikipedia en la comunidad bibliotecaria» pero que «también admite alegremente que Wikipedia es un buen punto de partida para una búsqueda. Obtienes terminología, nombres y una idea del tema».
PC Pro (agosto de 2007) cita al jefe de la Colección Europea y Americana de la British Library, Stephen Bury, afirmando que «Wikipedia es potencialmente una buena cosa - proporciona una respuesta más rápida a los nuevos acontecimientos, y a las nuevas evidencias sobre los temas antiguos. El artículo concluye: «Para [Bury], el problema no es tanto la fiabilidad del contenido de Wikipedia como la forma en que se utiliza». «Ya se ha convertido en el primer puerto de escala para el investigador», dice Bury, antes de señalar que esto «no es necesariamente problemático excepto cuando no van más allá». Según Bury, el truco de usar Wikipedia es entender que «solo porque esté en una enciclopedia (gratuita, web o impresa) no significa que sea verdad. Pide pruebas... y contribuye».

#### Artículos sobre temas polémicos
En un artículo de 2006 para la Canadian Library Association (CLA) se examina a fondo el enfoque, el proceso y el resultado de Wikipedia, y se comenta, por ejemplo, que en los temas controvertidos, «lo más notable es que las dos partes se comprometieron realmente y negociaron una versión del artículo con la que ambas pueden más o menos convivir». El autor comenta que:

De hecho, Wikipedia tiene más estructura institucional de lo que parece a primera vista. Unos 800 usuarios experimentados son designados como administradores, con poderes especiales de atar y soltar: pueden proteger y desproteger, borrar y volver a borrar y revertir artículos, y bloquear y desbloquear a los usuarios. Se espera que utilicen sus poderes de manera neutral, formando y aplicando el consenso de la comunidad. El efecto de su intervención se muestra en las páginas de discusión de los artículos más polémicos. Wikipedia ha sobrevivido tanto tiempo porque es más fácil revertir el vandalismo que cometerlo...

Shi et al. ampliaron este análisis al discutir «La sabiduría de las multitudes polarizadas» en 2017, basándose en el análisis del contenido de todas las ediciones de los artículos de Wikipedia en inglés relacionados con la política, los asuntos sociales y la ciencia desde su inicio hasta el 1 de diciembre de 2016. Esto incluyó casi 233 000 artículos que representan aproximadamente el cinco por ciento de Wikipedia en inglés. Observaron que al menos en EE. UU.,

El discurso político se ha polarizado mucho más en los últimos años...  A pesar de la promesa inicial de la web de democratizar el acceso a información diversa, el aumento de las opciones de los medios de comunicación y las plataformas de redes sociales ... crea cámaras de resonancia que ... degradan la calidad de las decisiones individuales, ... descartan las opiniones congruentes con la identidad, estimulan y refuerzan la información polarizada ... fomentan el conflicto e incluso hacen que la comunicación sea contraproducente.  No obstante, una amplia literatura documenta el efecto ampliamente positivo que las diferencias sociales pueden ejercer en la producción colaborativa de información, bienes y servicios. Las investigaciones demuestran que los individuos de grupos socialmente distintos encarnan diversos recursos y perspectivas cognitivas que, cuando se combinan de manera cooperativa ... superan a los de grupos homogéneos.

Tradujeron los historiales de edición de millones de editores de Wikipedia en una escala de identificación política de 7 puntos y la compararon con la puntuación de calidad de los artículos de Wikipedia de seis niveles asignada mediante un algoritmo de aprendizaje automático. Comprobaron que «los artículos que atraen más atención tienden a tener un compromiso más equilibrado... ...y una mayor polarización se asocia con una mayor calidad».

#### Académicos
Los académicos también han criticado a Wikipedia por su fracaso como fuente fiable y porque los editores de Wikipedia pueden no tener experiencia, competencia o credenciales en los temas en los que contribuyen. Adrian Riskin, matemático del Whittier College, comentó que si bien los artículos altamente técnicos pueden ser escritos por matemáticos para matemáticos, los temas de matemáticas más generales, como el artículo sobre polinomios, están escritos de manera muy amateur con una serie de errores obvios.
Dado que Wikipedia no puede considerarse una fuente fiable, su uso no se acepta en muchos colegios y universidades para realizar una tarea formal, y algunas instituciones educativas la han prohibido como fuente primaria mientras que otras han limitado su uso como mero directorio de fuentes externas. Sin embargo, la crítica de no ser una fuente fiable puede aplicarse no solo a Wikipedia sino a las enciclopedias en general; algunos profesores universitarios no se impresionan cuando los estudiantes citan enciclopedias impresas en sus trabajos. Sin embargo, parece que los instructores han subestimado el uso de Wikipedia en el ámbito académico debido a estas preocupaciones. Los investigadores y académicos sostienen que, aunque Wikipedia no se utilice como una fuente 100 % exacta para los trabajos finales, es un valioso punto de partida para la investigación que puede conducir a muchas posibilidades si se aborda de forma crítica. Lo que puede faltar en el mundo académico es el énfasis en el pensamiento crítico con respecto al uso de Wikipedia en la educación secundaria y superior. No debemos descartar Wikipedia por completo (hay menos inexactitudes que errores de omisión), sino empezar a apoyarla, y enseñar el uso de Wikipedia como una herramienta educativa junto con las habilidades de pensamiento crítico que permitirá a los estudiantes filtrar la información encontrada en la enciclopedia en línea y ayudarles a analizar críticamente sus hallazgos.
En un estudio empírico realizado en 2006 por un profesor en Sistemas de Información de la Escuela de Negocios de la Universidad de Nottingham, objeto de un examen en el sitio web técnico Ars Technica, en el que participaron 55 académicos a los que se pidió que examinaran artículos específicos de Wikipedia que se encontraban en su campo de especialización (grupo 1) o que habían sido elegidos al azar (grupo 2), se llegó a la conclusión de que «Los expertos consideraron que los artículos de Wikipedia eran más creíbles que los no expertos. Esto sugiere que la precisión de Wikipedia es alta. Sin embargo, los resultados no deben considerarse como un apoyo a Wikipedia como recurso totalmente fiable ya que, según los expertos, el 13 % de los artículos contienen errores (el 10 % de los expertos informó de errores de hecho de un grado no especificado, el 3 % de ellos informó de errores de ortografía)».
La Biblioteca Gould del Carleton College en Minnesota tiene una página web que describe el uso de Wikipedia en el mundo académico. Afirma que «Wikipedia es sin duda un recurso valioso e informativo», pero que «hay una falta inherente de fiabilidad y estabilidad» en sus artículos, llamando de nuevo la atención sobre ventajas y limitaciones similares a las de otras fuentes. Al igual que en otras reseñas, comenta que uno debe evaluar sus fuentes y lo que se desea de ellas, y que «Wikipedia puede ser un recurso apropiado para algunas tareas, pero no para otras». Citó la opinión del cofundador de Wikipedia, Jimmy Wales, de que Wikipedia puede no ser la fuente ideal para todos los usos académicos, y (al igual que con otras fuentes) sugiere que, como mínimo, una de las fortalezas de Wikipedia es que proporciona un buen punto de partida para la información actual sobre una gama muy amplia de temas.
En 2007, The Chronicle of Higher Education publicó un artículo escrito por Cathy Davidson, profesora de estudios interdisciplinarios y de inglés de la Universidad Duke, en el que afirma que Wikipedia debería utilizarse para enseñar a los estudiantes los conceptos de fiabilidad y credibilidad.
En 2008, Hamlet Isakhanli, fundador y presidente de la Universidad de Jazar, comparó los artículos de la Enciclopedia Británica y Wikipedia en inglés sobre Azerbaiyán y temas relacionados. Su estudio concluyó que Wikipedia cubría el tema de manera mucho más amplia, más precisa y más detallada, aunque con cierta falta de equilibrio, y que Wikipedia era la mejor fuente para una primera aproximación.
En 2011, Karl Kehm, profesor asociado de física en el Washington College, dijo: «Animo [a mis estudiantes] a usar [Wikipedia] como uno de los muchos puntos de partida para buscar material original. Las mejores entradas de Wikipedia están bien investigadas con extensas citas».
Algunas revistas académicas hacen referencia a los artículos de Wikipedia, pero no la elevan al mismo nivel que las referencias tradicionales. Por ejemplo, se ha hecho referencia a los artículos de Wikipedia en «perspectivas ampliadas» proporcionadas en línea en la revista Science. La primera de estas perspectivas que proporcionó un hipervínculo a Wikipedia fue «A White Collar Protein Senses Blue Light», y desde entonces docenas de perspectivas han proporcionado esos vínculos. El editor de Science afirma que estas perspectivas «incluyen hipervínculos —que enlazan directamente con sitios web de otra información pertinente disponible en línea— más allá de las referencias bibliográficas habituales».

#### Periodismo y el uso de Wikipedia en la sala de redacción
En su libro de 2014 Virtual Unreality, Charles Seife, profesor de periodismo de la Universidad de Nueva York, señaló la susceptibilidad de Wikipedia a los engaños y la desinformación, incluyendo la manipulación por parte de organizaciones comerciales y políticas «disfrazadas de gente común» haciendo ediciones en Wikipedia. En conclusión, Seife presentó el siguiente consejo:

Wikipedia es como un tío viejo y excéntrico.

Puede ser muy divertido, a lo largo de los años ha visto mucho, y puede contar una gran historia. Tampoco es un tonto; ha acumulado mucha información y tiene fuertes opiniones sobre lo que ha recopilado. Puedes aprender bastante de él. Pero toma todo lo que dice con cautela. Muchas de las cosas que cree saber con seguridad no son del todo correctas, o están sacadas de contexto. Y a la hora de la verdad, a veces cree cosas que son un poco, bueno, locas.

Si alguna vez te importa si algo que dijo es real o ficticio, es crucial comprobarlo con una fuente más fiable.

Seife observó que cuando la información falsa de Wikipedia se propaga a otras publicaciones, a veces altera la verdad misma. El 28 de junio de 2012, por ejemplo, un colaborador anónimo de Wikipedia añadió el apodo inventado «Millville Meteor» a la biografía de Wikipedia del jugador de béisbol Mike Trout. Un par de semanas más tarde, un escritor deportivo de Newsday reprodujo el apodo en un artículo, y «con ese acto, el falso apodo se convirtió en real». Seife señaló que si bien Wikipedia, según algunos estándares, podría describirse como «aproximadamente tan exacta» como las publicaciones tradicionales, y está más actualizada, «hay una diferencia entre el tipo de error que uno encontraría en Wikipedia y el que encontraría en Britannica o Collier o incluso en la ahora desaparecida enciclopedia Microsoft Encarta ... la mayoría de los engaños de Wikipedia nunca podrían haber aparecido en las antiguas enciclopedias.» Dwight Garner, al comentar el libro de Seife en The New York Times, dijo que él mismo había «sido engañado suficientes veces por la mala información en línea», incluyendo «errores de Wikipedia», para haber adoptado una mentalidad muy escéptica.
En noviembre de 2012, Brian Leveson fue acusado de haber olvidado «una de las reglas elementales del periodismo» cuando nombró a un «Brett Straub» como uno de los fundadores del periódico The Independent en su informe sobre la cultura, las prácticas y la ética de la prensa británica. El nombre había sido añadido al artículo de Wikipedia sobre The Independent más de un año antes, y resultó ser el de un californiano de 25 años, cuyo amigo había añadido su nombre a una serie de páginas de Wikipedia como una broma. Straub fue localizado por The Telegraph y comentó: «El hecho de que alguien, especialmente un juez, haya creído algo en Wikipedia es algo chocante. Mi amigo editó un montón de páginas de Wikipedia y puso mi nombre allí. [...] Sabía que mi amigo lo había hecho pero no sabía cómo volver a cambiarlas y pensé que alguien lo haría. En un momento dado yo era el creador de Coca-Cola o algo así. Ya sabes lo fácil que es cambiar Wikipedia. Cada vez que se encontraba con un nombre vinculado en rojo, ponía mi nombre en su lugar.»
Un artículo de la BBC de 2016 de Ciaran McCauley señaló igualmente que «mucha información maliciosa e inventada ha encontrado su camino» en Wikipedia y que «muchos de estos hechos falsos han pasado desapercibidos y han sido tomados como evangelio por todos, desde los académicos universitarios hasta los principales periódicos y emisoras». Al enumerar ejemplos de periodistas que se avergüenzan de reproducir en sus escritos los engaños y otras falsificaciones de Wikipedia, incluida la información falsa propagada por las principales agencias de noticias en sus obituarios de Maurice Jarre y Ronnie Hazlehurst, McCauley declaró que:

Cualquier periodista en cualquier sala de redacción probablemente recibirá una fuerte bofetada en la cabeza por parte de un editor por tratar a Wikipedia de otra forma que no sea un escepticismo total (pueden imaginar la patada que he recibido por este artículo).

El Daily Mail —prohibido como fuente en Wikipedia en 2017 por su aparente falta de fiabilidad— ha declarado públicamente que «prohibió a todos sus periodistas el uso de Wikipedia como fuente única en 2014 por su falta de fiabilidad».

#### Ciencia y medicina
La ciencia y la medicina son áreas en las que la precisión es de gran importancia y la revisión por pares es la norma. Aunque parte del contenido de Wikipedia ha pasado por una forma de revisión por pares, la mayoría no lo ha hecho.
Un estudio de 2008 examinó 80 entradas de Wikipedia sobre medicamentos. Los investigadores encontraron pocos errores de hecho en este conjunto de artículos, pero determinaron que a estos artículos les faltaba a menudo información importante, como contraindicaciones e interacciones farmacológicas. Uno de los investigadores señaló que «Si las personas consultaron y usaron esto como fuente única o autorizada sin contactar a un profesional de la salud... esos son los tipos de impactos negativos que pueden ocurrir». Los investigadores también compararon Wikipedia con Medscape Drug Reference (MDR), buscando respuestas a 80 preguntas diferentes que cubrían ocho categorías de información sobre drogas, incluyendo eventos adversos de drogas, dosis y mecanismo de acción. Determinaron que MDR proporcionaba respuestas al 82,5 por ciento de las preguntas, mientras que Wikipedia solo podía responder al 40 por ciento, y que era menos probable que las respuestas fueran completas también para Wikipedia. Ninguna de las respuestas de Wikipedia fue determinada como inexacta, mientras que encontraron cuatro respuestas inexactas en MDR. Pero los investigadores encontraron 48 errores de omisión en las entradas de Wikipedia, comparado con 14 para MDR. El investigador principal concluyó: «Creo que estos errores de omisión pueden ser tan peligrosos [como las inexactitudes]», y señaló que los representantes de las compañías farmacéuticas han sido sorprendidos borrando información de las entradas de Wikipedia que hacen que sus medicamentos parezcan inseguros.
En una encuesta de 2009 se preguntó a los toxicólogos estadounidenses con qué precisión calificaban la representación de los riesgos para la salud de los productos químicos en diferentes medios de comunicación. Se basó en las respuestas de 937 miembros de la Sociedad de Toxicología y encontró que estos expertos consideraban que la fiabilidad de Wikipedia en esta área era mucho mayor que la de todos los medios de comunicación tradicionales:

En lo que quizás sea el hallazgo más sorprendente de todo el estudio, todos estos medios de comunicación nacionales [periódicos, revistas de noticias, revistas de salud, redes de radiodifusión y televisión por cable de Estados Unidos] son fácilmente eclipsados por dos representantes de los «nuevos medios de comunicación»: WebMD y Wikipedia. WebMD es la única fuente de noticias cuya cobertura del riesgo químico es considerada exacta por la mayoría (56 por ciento) de los toxicólogos, seguida de cerca por el 45 por ciento de exactitud de Wikipedia. Por el contrario, solo el 15 por ciento describe como precisas las descripciones del riesgo químico que se encuentran en The New York Times, The Washington Post y The Wall Street Journal.

En 2010 los investigadores compararon la información sobre diez tipos de cáncer en Wikipedia con datos similares de la Physician Data Query del Instituto Nacional del Cáncer y llegaron a la conclusión de que «el recurso de Wiki tenía una precisión y profundidad similares a las de la base de datos editada profesionalmente» y que «los subanálisis que comparaban los cánceres comunes con los no comunes no demostraban diferencias entre ambos», pero que la facilidad de lectura era un problema.
Un estudio realizado en 2011 llegó a la conclusión de que las categorías más frecuentemente ausentes en los artículos sobre fármacos de Wikipedia son las de interacciones farmacológicas y uso de medicamentos en la lactancia. Otras categorías con cobertura incompleta fueron las descripciones de las indicaciones fuera de la etiqueta, las contraindicaciones y precauciones, los eventos adversos de los medicamentos y la dosificación. La información que se desviaba con más frecuencia de otras fuentes utilizadas en el estudio era la relativa a las contraindicaciones y precauciones, la absorción de los medicamentos y los efectos adversos de los mismos.
Un estudio realizado en 2012 señaló que los artículos de Wikipedia sobre otorrinolaringología pediátrica contenían el doble de errores y omisiones que la base de datos médica EMedicine.
En un estudio realizado en EE. UU. en 2014, diez investigadores examinaron diez artículos de salud en Wikipedia sobre las afecciones médicas más costosas en Estados Unidos y encontraron que el 90 % de las entradas contenían errores y declaraciones que contradecían las últimas investigaciones médicas. Sin embargo, según Stevie Benton de Wikimedia UK, el tamaño de la muestra utilizada en la investigación puede haber sido demasiado pequeño para ser considerado representativo.
Un estudio de 2014 publicado en PLOS ONE examinó la calidad de los artículos de Wikipedia sobre farmacología, comparando los artículos de Wikipedia en inglés y alemán con los libros de texto académicos. Se encontró que «el diseño colaborativo y participativo de Wikipedia genera información de alta calidad sobre farmacología que es adecuada para la educación médica de pregrado».

#### Editores de la Enciclopedia Británica
En un artículo de 2004 titulado The Faith-Based Encyclopedia, Robert McHenry, antiguo jefe de redacción de la Enciclopedia Británica, declaró que Wikipedia se equivoca al presentarse a sí misma como una enciclopedia, porque esa palabra implica un nivel de autoridad y responsabilidad que él cree que no puede ser poseído por una referencia abiertamente editable. McHenry argumentó que «el usuario típico no sabe cómo las enciclopedias convencionales logran la fiabilidad, solo que lo hacen». Añadió:

Siempre que un artículo de Wikipedia pueda, en algún momento de su vida, alcanzar la fiabilidad, estará siempre abierto a los desinformados o semialfabetizados... El usuario que visita Wikipedia para aprender sobre algún tema, para confirmar algún hecho, está más bien en la posición de un visitante de un baño público. Puede estar obviamente sucio, para que sepa que debe tener mucho cuidado, o puede parecer bastante limpio, para que se le dé una falsa sensación de seguridad. Lo que ciertamente no sabe es quién ha usado las instalaciones antes que él.

Del mismo modo, el editor ejecutivo de Británica, Theodore Pappas, fue citado en The Guardian diciendo:

La premisa de Wikipedia es que la mejora continua llevará a la perfección. Esa premisa está completamente infundada.

En la edición del 12 de septiembre de 2006 de The Wall Street Journal, Jimmy Wales debatió con Dale Hoiberg, editor jefe de la Enciclopedia Británica. Hoiberg se centró en la necesidad de experiencia y control en una enciclopedia y citó a Lewis Mumford que la información abrumadora podría «provocar un estado de enervación y agotamiento intelectual que difícilmente puede distinguirse de la ignorancia masiva». Wales destacó las diferencias de Wikipedia y afirmó que la apertura y la transparencia conducen a la calidad. Hoiberg respondió que «no tenía ni tiempo ni espacio para responder a [las críticas]» y «podía reunir una cantidad de enlaces a artículos que alegaban errores en Wikipedia», a lo que Wales respondió: «¡No hay problema! Wikipedia al rescate con un buen artículo», e incluyó un enlace al artículo de Wikipedia Crítica a Wikipedia.

Un diagrama de citogénesis

#### Bucle informativo
Las fuentes aceptadas como confiables para Wikipedia pueden de hecho depender de Wikipedia como fuente de referencia, a veces indirectamente. Si la información original de Wikipedia era falsa, una vez que se ha informado de ella en fuentes consideradas fiables, Wikipedia puede utilizarlas para referirse a la información falsa, dando una respetabilidad aparente a una falsedad. Esto a su vez aumenta la probabilidad de que la información falsa se divulgue en otros medios. Un ejemplo conocido es el artículo de Sacha Baron Cohen, en el que la información falsa añadida en Wikipedia fue utilizada aparentemente por dos periódicos, lo que hizo que se considerara fiable en Wikipedia. Este proceso de creación de fuentes fiables para hechos falsos ha sido denominado citogénesis por el artista de webcómics Randall Munroe.

## Propagación de información errónea
Algo relacionado con el «bucle de información», pero tal vez más preocupante, es la propagación de información errónea a otros sitios web (Answers.com es solo uno de muchos) que a menudo citan la información errónea de Wikipedia textualmente, y sin mencionar que ha venido de Wikipedia. Una pieza de desinformación originalmente tomada de un artículo de Wikipedia vivirá en quizás docenas de otros sitios web, incluso si la propia Wikipedia ha eliminado el material poco fiable.

### Varios
En un artículo, Information Today (marzo de 2006) equipara las comparaciones entre Wikipedia y Británica con «peras y manzanas»:

Incluso la venerada Enciclopedia Británica está plagada de errores, sin mencionar los sutiles pero penetrantes sesgos de la subjetividad individual y la corrección corporativa... No hay un camino perfecto. Británica parece afirmar que sí la hay. Wikipedia reconoce que no existe. Los bibliotecarios y los profesionales de la información siempre lo han sabido. Por eso siempre consultamos múltiples fuentes y aconsejamos a nuestros usuarios que hagan lo mismo.

Jonathan Sidener, del The San Diego Union-Tribune, escribió que «el vandalismo y la desinformación interesada [son] comunes particularmente en los artículos políticos».
Andrew Orlowski, columnista de The Register, expresó críticas similares en 2005, escribiendo que el uso del término «enciclopedia» para describir a Wikipedia puede llevar a los usuarios a creer que es más fiable de lo que puede ser.
El especialista en tecnología de la BBC Bill Thompson escribió que «La mayoría de las entradas de Wikipedia están escritas y publicadas de buena fe, y no debemos dejar que las áreas polémicas como la política, la religión o la biografía den forma a nuestra visión del proyecto en su conjunto», que constituye un buen punto de partida para una investigación seria pero que:

No se garantiza que ninguna fuente de información sea exacta, y no debemos poner toda la fe en algo que puede ser tan fácilmente socavado por la malicia o la ignorancia... Eso no devalúa el proyecto por completo, solo significa que debemos ser escépticos sobre las entradas de Wikipedia como fuente primaria de información... Lo mismo ocurre con los resultados de los motores de búsqueda. Solo porque algo aparezca en el top 10 de MSN Search o Google no le da automáticamente credibilidad o da fe de su exactitud o importancia.

Thompson añade la observación de que, dado que la mayoría de las fuentes en línea más populares son intrínsecamente poco fiables de esta manera, un subproducto de la era de la información es una audiencia más sabia que está aprendiendo a comprobar la información en lugar de asumirla con fe debido a su fuente, lo que conduce a «un mejor sentido de cómo evaluar las fuentes de información».
El Tribunal Supremo de la India, en su fallo en el caso Commr. of Customs, Bangalore vs. ACER India Pvt. (Citation 2007(12)SCALE581) sostuvo que «Nos hemos referido a Wikipedia, ya que el docto abogado de las partes se basó en ella. Es una enciclopedia en línea y la información puede ser introducida en ella por cualquier persona y, como tal, puede no ser auténtica».
En su Guide to Military History on the Internet de 2007, Simon Fowler calificó a Wikipedia como «el mejor recurso general» para la investigación de la historia militar, y declaró que «los resultados son en gran medida exactos y generalmente libres de prejuicios». Cuando calificó a Wikipedia como el sitio militar N.º 1, mencionó que «Wikipedia es a menudo criticada por su inexactitud y parcialidad, pero en mi experiencia los artículos de historia militar son acertados».
En julio de 2008, la revista The Economist describió a Wikipedia como «un servicio de referencia generado por los usuarios» y señaló que las «elaboradas normas de moderación de Wikipedia limitan la acritud» generada por el cibernacionalismo.
Jimmy Wales, cofundador de Wikipedia, subraya que las enciclopedias de cualquier tipo no suelen ser apropiadas como fuentes primarias, y no se debe confiar en ellas como autorizadas.
El profesor Randy Pausch de Carnegie Mellon ofreció la siguiente anécdota en su libro La última lección. Se sorprendió de que su entrada en la World Book Encyclopedia sobre realidad virtual fuera aceptada sin cuestionamientos, así que concluyó, «Ahora creo que Wikipedia es una fuente perfecta para su información, porque sé cuál es el control de calidad para las enciclopedias reales».

### Eliminación de información falsa
Fernanda Viégas del MIT Media Lab y Martin Wattenberg y Kushal Dave de IBM Research estudiaron el flujo de edición en el modelo de Wikipedia, con énfasis en las rupturas de flujo (por vandalismo o reescrituras sustanciales), mostrando el flujo dinámico del contenido a lo largo del tiempo. A partir de una muestra de ediciones vandálicas en Wikipedia en inglés durante mayo de 2003, encontraron que la mayoría de esas acciones se reparaban en cuestión de minutos, resumiendo:

Hemos examinado muchas páginas de Wikipedia que tratan temas controvertidos, y hemos descubierto que la mayoría han sido, de hecho, vandalizadas en algún momento de su historia. Pero también hemos encontrado que el vandalismo es usualmente reparado extremadamente rápido, tan rápido que la mayoría de los usuarios nunca verán sus efectos.

También afirmaron que «es esencialmente imposible encontrar una definición clara de vandalismo».
Lih (2004) comparó los artículos antes y después de que se mencionaran en la prensa y comprobó que los artículos referidos externamente son de mayor calidad.
Una evaluación informal de la popular revista de informática PC Pro para su artículo de 2007 Wikipedia Uncovered (Wikipedia al descubierto) puso a prueba Wikipedia introduciendo en los artículos diez errores que «variaban entre el sangrado obvio y el hábilmente sutil» (los investigadores corrigieron posteriormente los artículos que habían editado). Al etiquetar los resultados como «impresionantes», se observó que todos menos uno fueron corregidos en una hora, y que «las herramientas y conocimientos de los wikipedistas eran demasiado para nuestro equipo». Una segunda serie de otras diez pruebas, usando «errores mucho más sutiles» y técnicas adicionales para ocultar su naturaleza, obtuvo resultados similares: «a pesar de nuestros intentos de sigilo, la gran mayoría... fueron descubiertos con notable rapidez... el ridículo error menor de Jesse James se corrigió en un minuto y un cambio muy ligero en la entrada de la Reina Ana se corrigió en dos minutos». Dos de las últimas series no fueron detectadas. El artículo concluía que «Wikipedia corrige la gran mayoría de los errores en minutos, pero si no se detectan en el primer día, las posibilidades... ...disminuyen ya que entonces dependes de alguien detecte los errores mientras lee el artículo en lugar de revisar las ediciones».
Un estudio realizado a finales de 2007 insertó sistemáticamente inexactitudes en las entradas de Wikipedia sobre la vida de los filósofos. Dependiendo de cómo se interpreten exactamente los datos, un tercio o la mitad de las inexactitudes se corrigieron en 48 horas.
Un estudio revisado por pares de 2007 que midió el número real de páginas vistas con contenido «dañado» concluyó:

El 42 % de los daños se repara casi inmediatamente, es decir, antes de que pueda confundir, ofender o engañar a nadie. Sin embargo, todavía hay cientos de millones de vistas dañadas.

Loc Vu-Quoc, profesor de Ingeniería Mecánica y Aeroespacial de la Universidad de Florida, declaró en 2008 que «a veces los errores pueden pasar años sin ser corregidos ya que los expertos no suelen leer los artículos de Wikipedia de su propio campo para corregir estos errores».

### Susceptibilidad al sesgo

#### Sesgo individual y la herramienta WikiScanner
En agosto de 2007 se publicó WikiScanner, una herramienta desarrollada por Virgil Griffith, del Instituto de Tecnología de California, para cotejar las ediciones anónimas en la enciclopedia con una amplia base de datos de direcciones. Aparecieron resultados sobre direcciones IP de varias organizaciones como la Agencia Central de Inteligencia, el Comité de Campaña del Congreso Demócrata, Diebold, Inc. y el gobierno australiano que se utilizan para hacer ediciones de artículos de Wikipedia, a veces de naturaleza opinable o cuestionable. La BBC citó a un portavoz de Wikimedia que elogiaba la herramienta: «Realmente valoramos la transparencia y el escáner realmente lleva esto a otro nivel. El Escáner de Wikipedia puede evitar que una organización o individuos editen artículos que realmente no deberían.»
La historia de WikiScanner también fue cubierta por The Independent, que declaró que se habían descubierto muchas «ediciones censuradoras» por parte de editores con intereses creados en una variedad de artículos de Wikipedia:

[Wikipedia] fue aclamado como un avance en la democratización del conocimiento. Pero la enciclopedia en línea ha sido secuestrada por fuerzas que decidieron que ciertas cosas era mejor dejarlas desconocidas... Ahora un sitio web diseñado para monitorear los cambios editoriales hechos en Wikipedia ha encontrado miles de ediciones interesadas y las ha rastreado hasta su fuente original. Ha resultado ser enormemente embarazoso para los ejércitos de políticos y revisionistas corporativos que creían que sus intervenciones censuradoras habían pasado desapercibidas.

No todos aclamaron WikiScanner como un éxito para Wikipedia. Oliver Kamm, en una columna para The Times, argumentó en vez de eso que:

WikiScanner es, por lo tanto, un desarrollo importante para reducir una influencia perniciosa en nuestra vida intelectual. Los críticos de la web denuncian el medio como el culto del aficionado. Wikipedia es peor que eso; es la provincia del lobby encubierto. Lo más constructivo es mantenerse al margen y burlarse de sus pretensiones.

WikiScanner solo revela conflicto de interés cuando el editor no tiene una cuenta en Wikipedia y se utiliza su dirección IP en su lugar. La edición bajo conflicto de interés hecha por editores con cuentas no se detecta, ya que esas ediciones son anónimas para todos, excepto para un puñado de administradores privilegiados de Wikipedia.

#### Cobertura
Wikipedia ha sido acusada de sesgo sistémico, es decir, que su naturaleza general conduce, sin necesariamente ninguna intención consciente, a la propagación de varios prejuicios. Aunque muchos artículos de prensa se han concentrado en errores fácticos menores, de hecho triviales, en los artículos de Wikipedia, también existe preocupación por los efectos a gran escala, presumiblemente no intencionales, de la creciente influencia y uso de Wikipedia como instrumento de investigación a todos los niveles. En un artículo de la revista Times Higher Education, el filósofo Martin Cohen enmarca a Wikipedia en la idea de que se ha «convertido en un monopolio» con «todos los prejuicios y la ignorancia de sus creadores», que describe como una perspectiva de «jóvenes taxistas». El argumento de Cohen, sin embargo, encuentra una grave conclusión en estas circunstancias: «Controlar las fuentes de referencia que la gente utiliza es controlar la forma en que la gente comprende el mundo. Wikipedia puede tener un rostro benigno, incluso trivial, pero debajo puede haber una amenaza más siniestra y sutil a la libertad de pensamiento». Esa libertad es socavada por lo que él ve como lo que importa en Wikipedia, «no tus fuentes sino el apoyo de la comunidad».
Los críticos también señalan la tendencia a cubrir los temas con un detalle desproporcionado a su importancia. Por ejemplo, en una ocasión Stephen Colbert elogió burlonamente a Wikipedia por tener «una entrada más larga sobre sables de luz que sobre la imprenta». En una entrevista para The Guardian, Dale Hoiberg, el editor en jefe de la Enciclopedia Británica, señaló:

La gente escribe de cosas que le interesan, y muchos temas no son cubiertos; y las noticias son cubiertas con gran detalle. En el pasado, la entrada sobre el huracán Frances era más de cinco veces más extensa que la del arte chino, y la entrada de Coronation Street era el doble de larga que el artículo sobre Tony Blair.

Este enfoque crítico ha sido satirizado como Wikigroaning, un término acuñado por Jon Hendren del sitio web Something Awful. En el juego se comparan dos artículos (preferiblemente con nombres similares): uno sobre un tema serio o clásico reconocido y el otro sobre un tema popular o de actualidad. Los defensores de un criterio de inclusión amplio han sostenido que la cobertura de la enciclopedia sobre la cultura popular no impone limitaciones de espacio a la cobertura de temas más serios. Como señaló Ivor Tossell:

Que Wikipedia esté llena de arcanos inútiles (y ¿sabías, por cierto, que el artículo sobre Debate es más corto que la pieza que pesa los méritos relativos de las versiones de 1978 y 2003 de Battlestar Galactica?) no es un obstáculo: como puede crecer infinitamente, los artículos ridículos no están privando a los serios de espacio.

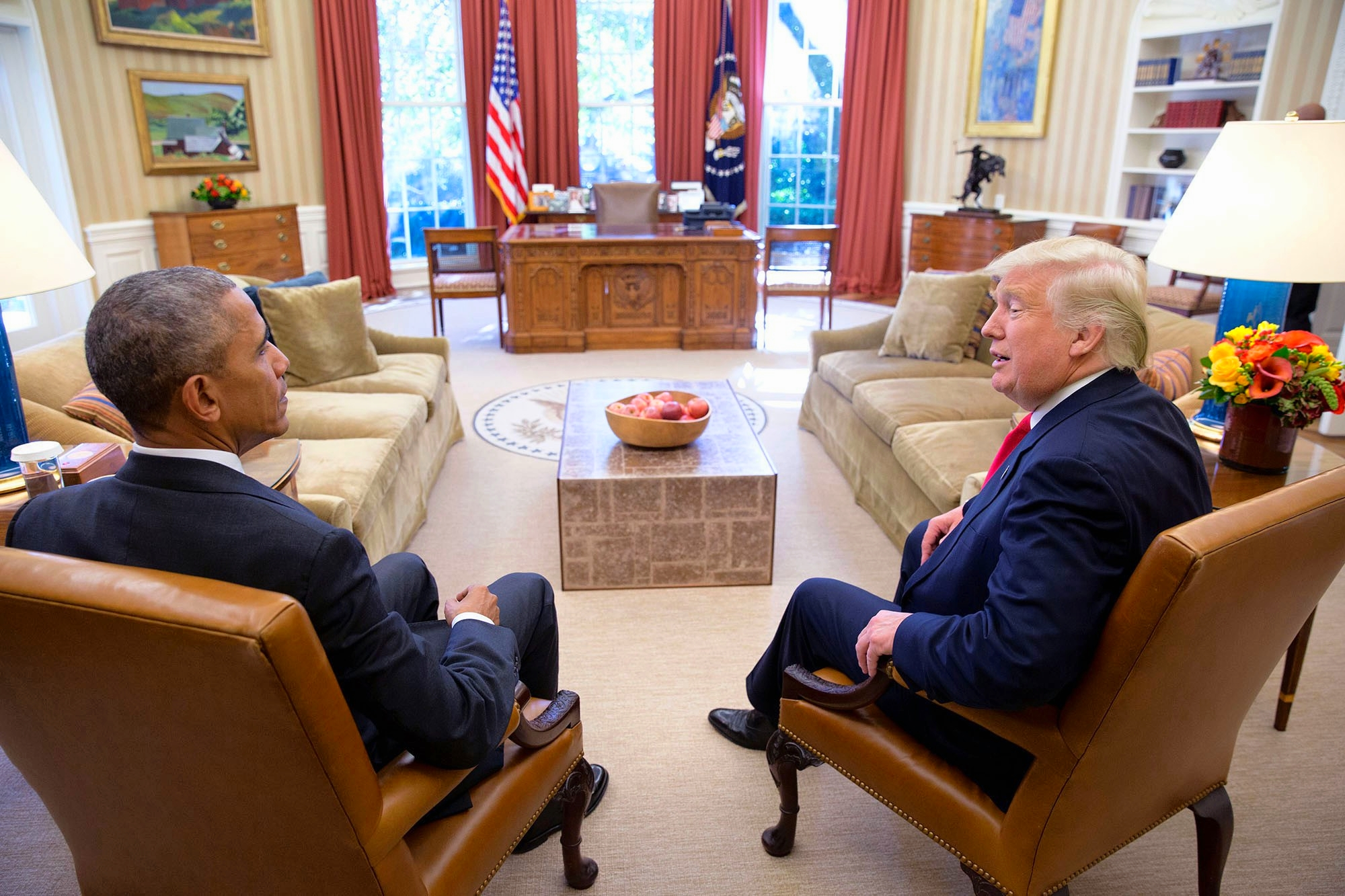
El cofundador de Wikipedia, Larry Sanger, opinó en 2020 que la fiabilidad del proyecto se veía disminuida por sesgos cognitivos, comparando su interpretación de un tono positivo en Barack Obama con un tono negativo en Donald Trump.

Se ha acusado a Wikipedia de deficiencias en la exhaustividad debido a su naturaleza voluntaria, y de reflejar los sesgos sistémicos de sus colaboradores. El cofundador de Wikipedia, Larry Sanger, declaró en 2004 que «cuando se trata de temas relativamente especializados (fuera de los intereses de la mayoría de los contribuyentes), la credibilidad del proyecto es muy desigual». Se extendió sobre esto 16 años más tarde, en mayo de 2020, comparando cómo la cobertura impacta en el tono entre los artículos de los presidentes de EE. UU. Donald Trump (visto como negativo) y Barack Obama (visto como positivo).
En un editorial de GamesRadar+, el columnista Charlie Barrat yuxtapuso la cobertura de Wikipedia de temas relacionados con los videojuegos con su contenido más reducido sobre temas de mayor importancia en el mundo real, como Dios, la Segunda Guerra Mundial y los expresidentes de Estados Unidos. Wikipedia ha sido elogiada por hacer posible que los artículos se actualicen o se creen en respuesta a los acontecimientos actuales. Sus editores también han argumentado que, como sitio web, Wikipedia es capaz de incluir artículos sobre un mayor número de temas que las enciclopedias impresas.
Un estudio de 2011 reveló evidencias de sesgo cultural en los artículos de Wikipedia sobre gente famosa tanto en Wikipedia en inglés como en polaco. Estos sesgos incluían los relativos a las culturas de Estados Unidos y Polonia en cada una de las Wikipedias de los idiomas correspondientes, así como un sesgo proestadounidense/inglés en ambas.

#### Notoriedad de los temas de los artículos
Las directrices de notabilidad de Wikipedia, que son utilizadas por los editores para determinar si un tema merece su propio artículo, y la aplicación de las mismas, son objeto de muchas críticas. Un editor de Wikipedia rechazó un borrador de artículo sobre Donna Strickland antes de que ganara el Premio Nobel de Física en 2018, porque no se aportaron fuentes independientes que demostraran que Strickland era suficientemente notable según los estándares de Wikipedia. Los periodistas destacaron esto como un indicador de la limitada visibilidad de las mujeres en la ciencia en comparación con sus colegas masculinos. El sesgo de género en Wikipedia está bien documentado y ha impulsado un movimiento para aumentar el número de mujeres notables en Wikipedia a través del wikiproyecto Women in Red.
En un artículo titulado Buscando la desambiguación, Annalisa Merelli entrevistó a una candidata a la presidencia de Queens en las elecciones de 2018 que tenía la notoria desventaja en SEO de tener el mismo nombre que una estrella del porno con una página de Wikipedia. Merelli también entrevistó al editor de Wikipedia que escribió el desafortunado artículo de la candidata (que fue borrado y luego restaurado, después de que ella ganara la elección). Ella describió el proceso de Artículos para Borrar, y señaló a otros candidatos que tenían páginas en Wikipedia, a pesar de no haber ocupado nunca un cargo o de tener la desventaja de que Google sindicara infoboxes de estrellas porno a través de su gráfico de conocimiento.
El novelista Nicholson Baker, crítico del borrado, escribe: «Hay dudas, ambigüedades, fardos de controversia sobre lo que constituye la notabilidad en Wikipedia: nadie lo resolverá nunca.»
El periodista Timothy Noah escribió sobre su tratamiento: «La política de notabilidad de Wikipedia se parece a la política de inmigración de EE.UU. antes del 11S: reglas estrictas, aplicación irregular». En el mismo artículo, Noah menciona que la escritora ganadora del Premio Pulitzer Stacy Schiff no fue considerada lo suficientemente notable para una entrada en Wikipedia hasta que escribió su artículo Know it All sobre la controversia Essjay.
En un nivel más genérico, un estudio de 2014 no encontró ninguna correlación entre las características de una determinada página de Wikipedia sobre un académico y la notabilidad del académico determinada por el número de citas. La métrica de cada página de Wikipedia examinada incluía la longitud, el número de enlaces a la página desde otros artículos y el número de ediciones hechas a la página. Este estudio también encontró que Wikipedia no cubría adecuadamente a los investigadores notables del ISI altamente citados.
En 2020, Wikipedia fue criticada por el tiempo que tardó un artículo sobre Theresa Greenfield, candidata a las elecciones al Senado de los Estados Unidos en Iowa de 2020, en salir del proceso de creación de artículos de Wikipedia y ser publicado. En particular, los criterios de notabilidad fueron criticados, con el informe del Washington Post: «Greenfield es un caso singularmente difícil para Wikipedia porque no tiene los antecedentes que la mayoría de los candidatos a los principales cargos políticos suelen tener (como experiencia previa en el gobierno o prominencia en los negocios). Incluso si los editores de Wikipedia pudieran reconocer que ella era prominente, le fue difícil cumplir con los criterios oficiales de notabilidad». Jimmy Wales también criticó el largo proceso en su página de discusión.

#### Sesgo liberal
El cofundador de Wikipedia Jimmy Wales declaró en 2006:

La comunidad de Wikipedia es muy diversa, desde liberal a conservadora a libertaria y más allá. Si los promedios importaran, y debido a la naturaleza del software de wiki (sin voto) casi seguro que no, diría que la comunidad de Wikipedia es ligeramente más liberal que la población de EE.UU. en promedio, porque somos globales y la comunidad internacional de angloparlantes es ligeramente más liberal que la población de EE.UU. No hay datos o encuestas que respalden eso.

Varios comentaristas políticamente conservadores han argumentado que la cobertura de Wikipedia se ve afectada por el sesgo liberal. Andrew Schlafly creó Conservapedia porque encontró a Wikipedia «cada vez más anticristiana y antiamericana» por su frecuente uso de la ortografía británica y la cobertura de temas como el creacionismo y el efecto del cristianismo en el Renacimiento. En 2007, un artículo en The Christian Post criticó la cobertura de Wikipedia sobre diseño inteligente, diciendo que era parcial e hipócrita. Lawrence Solomon de National Review declaró que los artículos de Wikipedia sobre temas como el calentamiento global, el diseño inteligente y Roe vs. Wade están sesgados a favor de los puntos de vista liberales.
En un número de septiembre de 2010 del semanario conservador Human Events, Rowan Scarborough presentó una crítica a la cobertura de Wikipedia de los políticos estadounidenses en las próximas elecciones de medio mandato como evidencia de un sesgo liberal sistémico. Scarborough comparó los artículos biográficos de los oponentes liberales y conservadores en las carreras por el Senado en las primarias republicanas de Alaska y en las elecciones generales de Delaware y Nevada, haciendo hincapié en la cantidad de cobertura negativa de los candidatos respaldados por el Tea Party Movement. También cita algunas críticas de Lawrence Solomon y cita íntegramente la sección principal del artículo de Wikipedia sobre la wiki conservadora Conservapedia como prueba de un sesgo subyacente.
Un estudio de 2015 reveló que es más probable que se eliminen los hechos negativos de los artículos de Wikipedia sobre senadores de EE. UU. que los hechos positivos, pero no encontró ninguna diferencia significativa en relación con la afiliación política.

### Fiabilidad como fuente en otros contextos
Aunque se afirma que Wikipedia no es una fuente primaria, se ha utilizado como prueba en casos legales. En enero de 2007, The New York Times informó de que los tribunales de Estados Unidos variaban en el trato que daban a Wikipedia como fuente de información, ya que más de 100 fallos judiciales se habían basado en la enciclopedia, incluidos los relativos a impuestos, estupefacientes y cuestiones civiles como los daños personales y las cuestiones matrimoniales.
En abril de 2012, The Wall Street Journal informó de que en los cinco años transcurridos desde el artículo de 2007 de The New York Times, los tribunales federales de apelación habían citado Wikipedia unas 95 veces. La noticia también informó que el Tribunal de Apelaciones de Estados Unidos para el Cuarto Circuito anuló las condenas en un caso de pelea de gallos porque un jurado usó Wikipedia para investigar un elemento del crimen, expresando en su decisión preocupaciones sobre la fiabilidad de Wikipedia.
En un caso notable, la decisión sobre la marca de Fórmula 1, la Oficina de Propiedad Intelectual del Reino Unido consideró tanto la fiabilidad de Wikipedia, como su utilidad como fuente fiable de pruebas:

Wikipedia ha sufrido a veces la auto-edición que le es intrínseca, dando lugar a veces a declaraciones potencialmente difamatorias. Sin embargo, inherentemente, no puedo ver que lo que está en Wikipedia sea menos probable que sea verdad que lo que se publica en un libro o en los sitios web de las agencias de noticias. [El abogado de Fórmula 1] no expresó ninguna preocupación sobre la evidencia de Wikipedia [presentada por el demandante]. Considero que la evidencia de Wikipedia puede ser tomada al pie de la letra. El caso dio un giro sustancial a partir de las pruebas citadas de Wikipedia en 2006 en cuanto al uso e interpretación del término Fórmula 1.

En Estados Unidos, el Tribunal de Reclamos Federales de Estados Unidos ha dictaminado que «Wikipedia puede no ser una fuente de información confiable» y «...los artículos [de Wikipedia] no cumplen —al menos en su apariencia— remotamente con este requisito de confiabilidad... Una revisión del sitio web de Wikipedia revela una penetrante y, para nuestros propósitos, inquietante serie de renuncias de responsabilidad...». Tales renuncias incluyen que Wikipedia no puede garantizar la validez de la información de sus artículos y no tiene una revisión formal por pares.
Entre otras razones de estas afirmaciones sobre la fiabilidad de Wikipedia se encuentran la estabilidad de los artículos (que debido a la edición puede hacer que los nuevos lectores encuentren información que difiera de la originalmente citada) y, según Stephen Gillers, profesor de la Facultad de Derecho de la Universidad de Nueva York, «el hecho más crítico es la aceptación pública», por lo que «un juez no debe utilizar Wikipedia cuando el público no esté dispuesto a aceptarla como autoridad».
Wikipedia también se ha convertido en una fuente clave para algunas noticias de actualidad como la masacre de Virginia Tech en 2007, cuando The New York Times cita a Wikimedia para informar de 750 000 páginas vistas del artículo en los dos días posteriores al evento:

Incluso The Roanoke Times, que se publica cerca de Blacksburg, Virginia, donde se encuentra la universidad, señaló el jueves que Wikipedia «ha surgido como el centro de intercambio de información detallada sobre el evento».

The Washington Post comentó, en el contexto de las biografías de los candidatos a la elección presidencial de 2008, que a pesar del breve vandalismo ocasional, «es difícil encontrar un artículo más actualizado, detallado y completo sobre Obama que el de Wikipedia. Hasta el viernes (14 de septiembre de 2007), el artículo de Obama —más de 22 páginas, con 15 secciones que cubren su vida personal y profesional— tenía una lista de referencia de 167 fuentes».

### Opiniones generales
Varios comentaristas han establecido un punto intermedio, afirmando que el proyecto contiene gran cantidad de conocimiento valioso y tiene cierta fiabilidad, aunque el grado no se evalúe todavía con certeza.
Otros que adoptan este punto de vista incluyen a danah boyd, [sic] quien en 2005 discutió Wikipedia como una fuente académica, concluyendo que «nunca será una enciclopedia, pero contendrá un extenso conocimiento que es bastante valioso para diferentes propósitos», y Bill Thompson quien declaró «Yo uso mucho Wikipedia. Es un buen punto de partida para una investigación seria, pero nunca aceptaría algo que leyera allí sin comprobarlo».
Un artículo de Information Today de marzo de 2006 concluye sobre un tema similar:

La realidad incómoda es que las personas y sus creaciones son desordenados, ya sea que se produzcan de arriba hacia abajo o de abajo hacia arriba. Casi todas las fuentes incluyen errores... Muchos libros de no ficción se producen a través de un proceso terriblemente descuidado... En opinión de este autor, la solapa de Wikipedia era significativamente exagerada, pero contenía un resquicio de esperanza: la gente se está volviendo más consciente de los peligros de aceptar la información al pie de la letra. Han aprendido a no consultar solo una fuente.

Dan Gillmor, un comentarista y autor de Silicon Valley señaló en octubre de 2004 que «no creo que nadie esté diciendo que Wikipedia sea un sustituto absoluto de una enciclopedia tradicional. Pero en los temas de los que sé algo, he encontrado que Wikipedia es tan precisa como cualquier otra fuente que he encontrado».
Larry Sanger declaró en Kuro5hin en 2001 que «si se dá un número suficiente de ojos, todos los errores son superficiales», lo cual es una paráfrasis de la Ley de Linus de desarrollo del código abierto.
De la misma manera, Joi Ito escribió sobre la autoridad de Wikipedia, «aunque depende un poco del campo, la pregunta es si es más probable que algo sea cierto viniendo de una fuente cuyo currículum suena autoritario, o una fuente que ha sido vista por cientos de miles de personas (con la capacidad de comentar) y ha sobrevivido».
En una carta de julio de 2008 al editor de Physics Today, Gregg Jaeger, profesor asociado de la Universidad de Boston, caracterizó a Wikipedia como un medio susceptible de fomentar «anarquía y distorsiones» en relación con la información científica. La carta fue en respuesta a una reseña de su libro Quantum Information: An Overview, que había cuestionado «si hay una audiencia para tales textos enciclopédicos, especialmente dado el fácil acceso a las fuentes de información en línea como el servidor de e-print arXiv y Wikipedia».
Entre las personas conocidas que usan o recomiendan Wikipedia como fuente de referencia se encuentran el crítico de cine Roger Ebert, la comediante Rosie O'Donnell, el físico de la Universidad de Maryland Robert L. Park, el profesor de sociología de la Universidad Rutgers Ted Goertzel y el promotor e investigador del escepticismo científico James Randi. Las revistas que publican artículos con citas de Wikipedia como fuente incluyen las revistas científicas americanas Skeptic y Skeptical Inquirer. En el episodio de enero de 2013 de su programa de entrevistas, Stossel, sobre cómo las ideas pueden florecer sin regulación, el periodista John Stossel entrevistó al cofundador de Wikipedia, Jimmy Wales, y habló del éxito del modelo de Wikipedia frente al de Británica, durante el cual Stossel declaró que su propio artículo de Wikipedia mostraba solo un error.

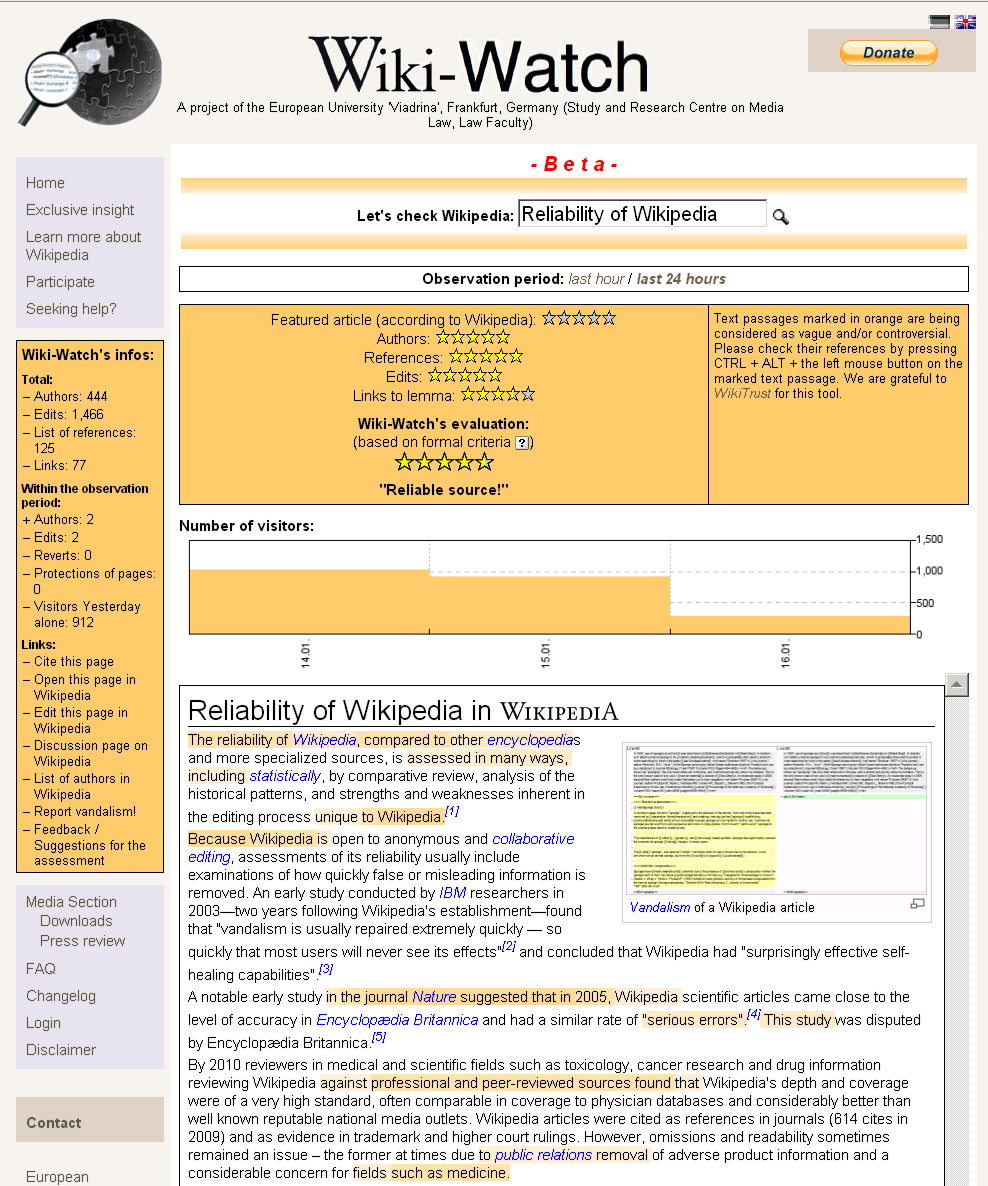
Captura de pantalla de la calificación de Wiki-Watch del artículo Fiabilidad de Wikipedia calificada como fuente fiable y marcas naranjas adicionales de WikiTrust para ediciones cuestionables

Jean Goodwin escribió sobre las razones por las que se puede confiar en Wikipedia. Según él, mientras que los lectores no pueden evaluar la experiencia real de los autores de un artículo dado, pueden evaluar la pasión de los wikipedistas, y hasta ahora proporcionar una razón para la confianza.

### Herramientas para probar la fiabilidad de los artículos
Mientras que los editores experimentados pueden ver el historial de los artículos y la página de discusión, para los usuarios normales no es tan fácil comprobar si la información de Wikipedia es fiable. Proyectos universitarios de California, Suiza y Alemania tratan de mejorarlo mediante métodos de análisis formal y extracción de datos. Wiki-Watch de Alemania, que se inspiró en Wikibu de Suiza, muestra una evaluación de hasta cinco estrellas por cada artículo en inglés o alemán en Wikipedia. Parte de esta calificación procede de la herramienta WikiTrust que muestra la confiabilidad de las partes individuales del texto de los artículos de Wikipedia mediante marcas blancas (confiable) o naranjas (no confiable).

## Incidentes notables

### Información biográfica falsa
La información inexacta puede persistir en Wikipedia durante mucho tiempo antes de ser cuestionada. Los casos más destacados de los que los principales medios de comunicación informaron fueron biografías de personas vivas.
El incidente del Seigenthaler demostró que el sujeto de un artículo biográfico debe a veces corregir mentiras flagrantes sobre su propia vida. En mayo de 2005, un usuario editó el artículo sobre John Seigenthaler Sr. de modo que contenía varias declaraciones falsas y difamatorias. Las afirmaciones inexactas pasaron desapercibidas entre mayo y septiembre de 2005, cuando fueron descubiertas por Victor S. Johnson Jr., un amigo de Seigenthaler. El contenido de Wikipedia a menudo se refleja en sitios como Answers.com, lo que significa que la información incorrecta puede ser replicada junto con la información correcta a través de una serie de fuentes web. Tal información puede desarrollar un aire de autoridad engañosa debido a su presencia en tales sitios:

Entonces el hijo [de Seigenthaler] descubrió que la biografía falsa de su padre también aparecía en otros dos sitios, Reference.com y Answers.com, que se alimentaban directamente de Wikipedia. Estuvo ahí durante cuatro meses antes de que Seigenthaler se diera cuenta y consiguiera que la entrada de Wikipedia fuera reemplazada por una información más fiable. Las mentiras permanecieron durante otras tres semanas en los sitios espejo.

Seth Finkelstein informó en un artículo en The Guardian sobre sus esfuerzos por eliminar su propia biografía de Wikipedia, simplemente porque fue objeto de difamación:

Wikipedia tiene una breve biografía mía, añadida originalmente en febrero de 2004, que trata sobre todo de mis logros en materia de libertades civiles en Internet. Tras descubrir en mayo de 2006 que había sido objeto de vandalismo en marzo, posiblemente por un oponente desde hace mucho tiempo, y que el ataque se había propagado posteriormente a muchos otros sitios que (legalmente) reutilizan el contenido de Wikipedia, la existencia del artículo me pareció en general perjudicial más que útil. Para las personas que no son muy prominentes, las biografías de Wikipedia pueden ser una «molestia atractiva». Dice, a cada trol y vándalo: «Aquí hay un artículo sobre una persona en el que puedes, sin ninguna responsabilidad, escribir cualquier calumnia, difamación o desprestigio. No será un comentario marginal con el estatus social de un despotricamiento intrascendente, sino que se hará prominente sobre la persona, y la reputación se lavará con el estatus institucional de una enciclopedia».

En el mismo artículo Finkelstein cuenta cómo votó su propia biografía como «no lo suficientemente notable» para que fuera eliminada de Wikipedia. Continúa contando una historia similar que involucra a Angela Beesley, anteriormente un miembro prominente de la fundación que dirige Wikipedia.
Taner Akçam, profesor de historia de la Universidad de Minnesota, fue detenido en el aeropuerto de Montreal, ya que su artículo fue vandalizado por parte de los nacionalistas turcos en 2007. Mientras se resolvía este error, fue arrestado de nuevo en EE. UU. por la misma sospecha dos días después.
En otro ejemplo, el 2 de marzo de 2007, msnbc.com informó que Hillary Clinton había sido incluida incorrectamente durante 20 meses en su biografía de Wikipedia como valedictorian de su clase de 1969 en el Wellesley College (Hillary Rodham no fue la mejor alumna, aunque habló en la graduación). El artículo incluía un enlace a la edición de Wikipedia, donde la información incorrecta fue añadida el 9 de julio de 2005. Después del informe de msnbc.com, la información inexacta fue eliminada el mismo día. Entre las dos ediciones, la información incorrecta había permanecido en el artículo de Clinton mientras se editaba más de 4800 veces en 20 meses.
Los intentos de perpetrar bulos pueden no limitarse a la edición de artículos de Wikipedia. En octubre de 2005 Alan Mcilwraith, un extrabajador de un centro de llamadas de Escocia, creó un artículo de Wikipedia en el que afirmaba ser un héroe de guerra altamente condecorado. El artículo fue rápidamente identificado por otros usuarios como poco fiable. Sin embargo, Mcilwraith también había logrado convencer a varias organizaciones de beneficencia y de medios de comunicación de que era quien decía ser:

Este hombre de 28 años, que se hace llamar Capitán Sir Alan McIlwraith, KBE, DSO, MC, se ha mezclado con celebridades para al menos un evento de recaudación de fondos. Pero anoche, un portavoz del ejército dijo: «Puedo confirmar que es un fraude. Nunca ha sido un oficial, soldado o cadete del ejército».

En mayo de 2010, la política francesa Ségolène Royal elogió públicamente la memoria de Léon-Robert de l'Astran, naturalista del siglo XVIII, humanista e hijo de un comerciante de esclavos, que se había opuesto a la trata de esclavos. El periódico Sud Ouest reveló un mes después que de l'Astran nunca había existido, excepto como tema de un artículo en Wikipedia en francés. El historiador Jean-Louis Mahé descubrió que de l'Astran era ficticio después de que un estudiante, interesado por los elogios de Royal, le preguntó a Mahé sobre él. La investigación de Mahé le llevó a darse cuenta de que de l'Astran no existía en ningún archivo, y rastreó el engaño hasta el Rotary International de La Rochelle. El artículo, creado por miembros del Club en enero de 2007, había permanecido en línea durante tres años —sin fuentes— antes de que se descubriera el engaño. Tras la revelación de Sud-Ouest —repetida en otros grandes periódicos franceses— el administrador francés de Wikipedia, DonCamillo, suprimió inmediatamente el artículo.
También ha habido casos de usuarios que han insertado deliberadamente información falsa en Wikipedia para probar el sistema y demostrar su supuesta falta de fiabilidad. Por ejemplo, Gene Weingarten, un periodista, hizo esa prueba en 2007 insertando anónimamente información falsa en su propia biografía. Las aportaciones fueron eliminadas 27 horas después por un editor de Wikipedia que observaba regularmente los cambios en ese artículo. Stephen Colbert lamentó este inconveniente de Wikipedia, llamándolo wikialidad.
Muerte por Wikipedia es un fenómeno en el que una persona es erróneamente proclamada muerta por vandalismo. Los artículos sobre el comediante Paul Reiser, el presentador de la televisión británica Vernon Kay y el senador de Virginia Occidental Robert Byrd, que murió el 28 de junio de 2010, han sido vandalizados de esta manera.
Wikipedia considera vandalismo como «cualquier adición, eliminación o cambio de contenido en un intento deliberado de comprometer la integridad de Wikipedia». Wikipedia dice:

La apertura radical de Wikipedia significa que cualquier artículo puede estar, en cualquier momento, en mal estado: por ejemplo, podría estar en medio de una gran edición o podría haber sido vandalizado recientemente. Mientras que el vandalismo flagrante suele ser fácilmente detectable y rápidamente corregido, Wikipedia está ciertamente más sujeta a un vandalismo sutil que una obra de referencia típica.

### Otra información falsa
En junio de 2007, un colaborador anónimo de Wikipedia se vio involucrado en el doble asesinato y suicidio de Chris Benoit debido a una información no verificada que añadió al artículo de Chris Benoit en la Wikipedia en inglés. Esta información sobre la muerte de la esposa de Benoit fue añadida catorce horas antes de que la policía descubriera los cuerpos de Benoit y su familia.  Los detectives de la policía incautaron el equipo informático del hombre responsable de las publicaciones, pero creyeron que no estaba involucrado y no presentaron cargos.
La dirección IP desde la que se hizo la edición se remonta a anteriores casos de vandalismo en Wikipedia. El colaborador se disculpó en Wikinoticias, diciendo: 

Nunca vandalizaré nada en Wikipedia o publicaré información errónea. Nunca volveré a publicar nada aquí a menos que sea un hecho puro...

El 29 de agosto de 2008, poco después de que se completara el sorteo de la primera ronda de la Liga Europa de la UEFA, se editó el artículo del club de fútbol AC Omonia Nicosia, al parecer por los usuarios del sitio web B3ta, que añadieron la siguiente información errónea a la sección titulada Los aficionados.

Un pequeño pero leal grupo de fans son llamados cariñosamente Los locos—les gusta usar sombreros hechos de zapatos desechados y tienen una canción sobre una pequeña patata.

El 18 de septiembre de 2008, David Anderson, un periodista británico que escribe para el Daily Mirror, citó esto en su avance del partido del Omonia con el Manchester City, que apareció en las versiones web e impresa del Mirror y el apodo fue citado en ediciones posteriores el 19 de septiembre.
En mayo de 2009, el estudiante de sociología del University College Dublin, Shane Fitzgerald, añadió una cita incorrecta al artículo sobre el compositor recientemente fallecido Maurice Jarre. Fitzgerald quería demostrar los peligros potenciales de la dependencia de los reporteros de noticias en Internet para obtener información. Aunque las ediciones de Fitzgerald fueron eliminadas tres veces del artículo de Wikipedia por falta de fuentes, fueron sin embargo copiadas en las columnas de obituarios de los periódicos de todo el mundo. Fitzgerald cree que si no se hubiera presentado, su cita habría quedado en la historia como un hecho.
La muerte de Norman Wisdom en octubre de 2010 llevó a varios periódicos a repetir la falsa afirmación, extraída de Wikipedia, de que era el autor de la letra de la canción de la Segunda Guerra Mundial (There'll Be Bluebirds Over) The White Cliffs of Dover.
Después de la Copa Mundial de Fútbol de 2010, el presidente de la FIFA, Sepp Blatter, recibió la Orden de los Compañeros de Oliver Reginald Tambo. La cita, sin embargo, decía: «La Orden de los Compañeros de OR Tambo in Gold -otorgada a Joseph Sepp Bellend Blatter (1936-) por su excepcional contribución al ámbito del fútbol y su apoyo a la organización de la Copa Mundial de la FIFA en el continente africano», después de que el nombre en su entrada en Wikipedia fuera objeto de vandalismo.
En octubre de 2012, el sitio web oficial de la Confederación Asiática de Fútbol publicó un artículo sobre la candidatura de la selección de fútbol de los Emiratos Árabes Unidos para clasificarse para la Copa Asiática de la AFC de 2015, en el que se decía que el apodo del equipo era Monos de arena. Esto fue el resultado indirecto del vandalismo del artículo de Wikipedia sobre el equipo, y la AFC se vio obligada a pedir disculpas por lo que se percibió como un insulto racista.

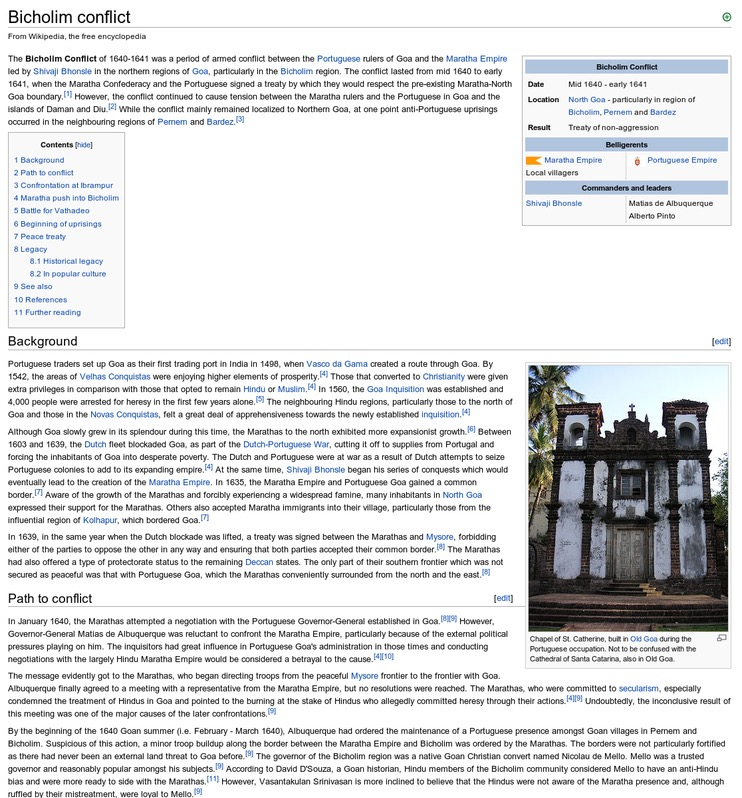
El bulo de Wikipedia Conflicto de Bicholim que en 2007 ganó el reconocimiento de Artículo Bueno

En diciembre de 2012 se suprimió un artículo titulado Conflicto de Bicholim después de haber estado en pie desde 2007. En él se hablaba de una guerra que tuvo lugar en la India entre los años 1640 y 1641, pero posteriormente se confirmó que era completamente ficticia. El artículo falso había recibido el reconocimiento de Artículo Bueno de Wikipedia, un estatus otorgado a menos del 1 por ciento de los artículos del sitio, unos meses después de su creación en 2007, y mantuvo ese estatus durante cinco años.
En marzo de 2013, se descubrió que tanto Wikipedia como IMDb habían alojado durante tres años y medio artículos sobre un cineasta ruso ficticio llamado Yuri Gadyukin. Se había publicado información falsa en ambos sitios como parte de una campaña de promoción viral para una película.
En mayo de 2014, The New Yorker informó de que un estudiante de 17 años había añadido un apodo inventado al artículo de Wikipedia sobre el coatí en 2008, diciendo que los coatíes también eran conocidos como los cerdos hormigueros brasileños. La información taxonómicamente falsa, insertada como una broma privada, duró seis años en Wikipedia y durante ese tiempo llegó a ser propagada por cientos de sitios web, varios periódicos (uno de los cuales fue citado más tarde como fuente en Wikipedia) e incluso libros publicados por prensas universitarias. Solo se retiró de Wikipedia después de la publicación del artículo del New Yorker, en el que el estudiante explicaba cómo había surgido la broma.
En marzo de 2015 se supo que un artículo de Wikipedia titulado Jar'Edo Wens, supuestamente sobre una deidad aborigen australiana de ese nombre, era un bulo. El artículo había sobrevivido durante más de nueve años antes de ser eliminado, lo que lo convirtió en uno de los artículos falsos documentados más longevos de la historia de Wikipedia. El artículo generó menciones del falso dios en muchos otros sitios web, así como en un libro titulado Atheism and the Case Against Christ.
En agosto de 2019 fue retirada una teoría del artículo Campo de concentración de Varsovia más de 10 años después de haber sido desacreditada en la literatura académica mayoritaria. El artículo fue redactado por primera vez en agosto de 2004 por un editor que presentó como hecho una teoría marginal de que el campo contenía cámaras de gas en las que perecieron 200 000 no judíos. Con la teoría de la conspiración presentada como un hecho durante 15 años, los medios de comunicación la apodaron «el engaño más antiguo de Wikipedia».

### Ediciones bajo conflicto de interés en Wikipedia

#### Intereses políticos
Mientras que las políticas de Wikipedia requieren que los artículos tengan un punto de vista neutral, ha habido intentos de hacer un spin a los artículos. En enero de 2006, varios miembros del personal de la Cámara de Representantes de los Estados Unidos intentaron limpiar las biografías de sus respectivos jefes en Wikipedia e insertar comentarios negativos sobre los oponentes políticos. Se eliminaron las referencias a una promesa de campaña de Martin Meehan de ceder su escaño en 2000, y se insertaron comentarios negativos en los artículos sobre el senador estadounidense Bill Frist y Eric Cantor, congresista de Virginia. Se hicieron muchos otros cambios desde una dirección IP que está asignada a la Cámara de Representantes. En una entrevista, Jimmy Wales comentó que los cambios «no eran geniales».
El 31 de agosto de 2008, The New York Times publicó un artículo en el que se detallaban los cambios realizados en la biografía de Sarah Palin tras su nombramiento como compañera de candidatura de John McCain. Durante las 24 horas anteriores al anuncio de la campaña de McCain, se hicieron 30 ediciones en el artículo, muchas de ellas con detalles halagüeños, por la cuenta de propósito particular Young Trigg. Esta persona reconoció más tarde haber trabajado en la campaña de McCain y tener varias cuentas de usuario en Wikipedia.
Larry Delay y Pablo Bachelet escriben que, desde su perspectiva, algunos artículos que tratan de la historia y los grupos de América Latina (como los sandinistas y Cuba) carecen de neutralidad política y están escritos desde una perspectiva marxista comprensiva que trata favorablemente a las dictaduras socialistas a expensas de las posiciones alternativas.
En noviembre de 2007 se hicieron acusaciones calumniosas contra dos políticos del sudoeste de Francia, Jean-Pierre Grand y Hélène Mandroux-Colas, en sus biografías de Wikipedia. Jean-Pierre Grand pidió al presidente de la Asamblea Nacional francesa y al primer ministro de Francia que reforzaran la legislación sobre la responsabilidad penal de los sitios de Internet y de los autores que difunden información falsa con el fin de causar daño. A continuación, el senador Jean-Louis Masson pidió al Ministro de Justicia que le indicara si era posible aumentar las responsabilidades penales de los proveedores de hospedaje, los operadores de sitios y los autores de contenidos difamatorios; el ministro se negó a hacerlo, recordando las normas existentes en la ley LCEN.
En 2009, Wikipedia prohibió a la Iglesia de la Cienciología editar cualquier artículo de su sitio. Los artículos de Wikipedia relativos a la Cienciología fueron editados por miembros del grupo para mejorar su imagen.
El 25 de agosto de 2010, el Toronto Star informó que el «gobierno canadiense está llevando a cabo dos investigaciones sobre empleados federales que han acudido a Wikipedia para expresar su opinión sobre las políticas federales y los amargos debates políticos».
En 2010, Teymoor Nabili, de Al Jazeera, sugirió que el artículo sobre el cilindro de Ciro había sido editado con fines políticos por «una aparente lucha de opiniones en el oscuro mundo de los discos duros y los editores independientes que conforman la industria de Wikipedia». Sugirió que después de las elecciones presidenciales iraníes de 2009 y las consiguientes «actividades antiiraníes» era visible «un intento denodado de presentar el cilindro como nada más que una herramienta de propaganda de un invasor agresivo». Las ediciones posteriores a su análisis de las ediciones de 2009 y 2010, representaban «una completa desestimación de la sugerencia de que el cilindro, o las acciones de Ciro, representan una preocupación por los derechos humanos o cualquier tipo de intención ilustrada», en marcado contraste con la reputación del propio Ciro (entre el pueblo de Babilonia) tal como está escrita en el Antiguo Testamento.

#### Conflicto árabe-israelí
En abril de 2008, el Comité para la Exactitud de la Información de Oriente Medio Presentada en América (CAMERA), con sede en Boston, organizó una campaña de correo electrónico para alentar a los lectores a corregir los prejuicios e incoherencias percibidos en relación con Israel en Wikipedia. En el número de julio de 2008 de la revista Harper's Magazine se publicaron extractos de algunos de los correos electrónicos con el título de Candid camera.
CAMERA argumentó que los extractos no eran representativos y que explícitamente había hecho campaña solo «para animar a la gente a aprender y editar la enciclopedia en línea para que fuera más precisa». Según algunos defensores de CAMERA, graves tergiversaciones del papel de CAMERA emanaron del grupo competidor de la Intifada Electrónica; además, se dice que algunos otros grupos de defensa palestinos han sido culpables de tergiversaciones sistemáticas y comportamientos manipuladores pero no han sufrido prohibiciones de editores entre su personal o voluntarios.
Cinco editores involucrados en la campaña fueron sancionados por los administradores de Wikipedia. El diplomático israelí David Saranga dijo que Wikipedia es generalmente justa con respecto a Israel. Cuando se enfrentó al hecho de que la entrada sobre Israel mencionaba la palabra «ocupación» nueve veces, mientras que la entrada sobre el pueblo palestino mencionaba «terror» solo una vez, respondió

Solo significa una cosa: los israelíes deberían ser más activos en Wikipedia. En lugar de culparlo, deberían ir al sitio mucho más, e intentar cambiarlo».

El comentarista político Haviv Rettig Gur, al revisar las percepciones generalizadas en Israel sobre el sesgo sistémico en los artículos de Wikipedia, ha argumentado que hay problemas estructurales más profundos que crean este sesgo: la edición anónima favorece los resultados sesgados, especialmente si los que Gur llama «activistas pro-palestinos» organizan campañas concertadas como se ha hecho en los artículos que tratan de cuestiones árabe-israelíes, y las políticas actuales de Wikipedia, aunque bien intencionadas, han demostrado ser ineficaces para manejar esto.
El 3 de agosto de 2010 se informó de que el Consejo Yesha junto con Israel Sheli (Mi Israel), una red de activistas pro israelíes comprometidos con la difusión del sionismo en línea, estaban organizando a la gente en un taller en Jerusalén para enseñarles a editar los artículos de Wikipedia de manera pro israelí. Alrededor de 50 personas participaron en el curso.
La organizadora del proyecto, Ayelet Shaked, que desde entonces ha sido elegida para el parlamento de Israel, fue entrevistada en la Radio Arutz Sheva. Ella enfatizó que la información tiene que ser confiable y cumplir con las reglas de Wikipedia. Citó algunos ejemplos como el uso del término «ocupación» en las entradas de Wikipedia, así como en la edición de las entradas que vinculan a Israel con Judea y Samaria y la historia judía.
«No queremos cambiar Wikipedia o convertirla en un brazo de propaganda», comentó Naftali Bennett, director del Consejo Yesha. «Solo queremos mostrar el otro lado. La gente piensa que los israelíes son gente mala, malvada, que solo quiere hacer daño a los árabes todo el día». «La idea no es hacer que Wikipedia sea derechista sino que incluya nuestro punto de vista», dijo en otra entrevista.
Un participante en el curso explicó que el curso no es una «conspiración sionista para apoderarse de Wikipedia», sino que es un intento de equilibrar la información sobre cuestiones controvertidas presentada en la enciclopedia en línea.

El objetivo de este taller era entrenar a un número de pro-israelíes en la edición de Wikipedia para que más gente pudiera presentar el lado israelí de las cosas, y así el contenido sería más equilibrado... Wikipedia está destinada a ser una fuente justa y equilibrada, y es así por tener gente de todo el espectro contribuyendo al contenido.

Tras el anuncio del curso, Abdul Nasser An-Najar, el jefe del Sindicato de Periodistas Palestinos dijo que había planes para crear un grupo de oposición para asegurar que el punto de vista palestino se presente en línea como «la próxima guerra regional será [una] guerra mediática».
En 2011, el fundador de Wikipedia, Jimmy Wales, declaró en retrospectiva sobre el curso organizado por Israel Sheli, «no vimos absolutamente ningún impacto de ese esfuerzo en absoluto. No creo que haya salido en la prensa, pero nunca vimos ningún impacto».

#### Industria de las relaciones públicas corporativas
En enero de 2012, los miembros de la industria de las relaciones públicas crearon el grupo de Facebook Representantes Corporativos para el Compromiso Ético de Wikipedia (CREWE) con el objetivo declarado de mantener artículos precisos sobre las corporaciones.

#### Ediciones con fines económicos
En una entrevista de Salon.com de octubre de 2012, el cofundador de Wikipedia Jimmy Wales declaró que estaba en contra de la práctica de la edición pagada de Wikipedia, al igual que cierto número de miembros veteranos de la comunidad de Wikipedia. Sin embargo, varias organizaciones pagan a sus empleados para que editen los artículos de Wikipedia, y una escritora, Soraya Field Fiorio, declaró que escribe artículos de Wikipedia por encargo para escritores y músicos por 30 dólares la hora. Según Fiorio, sus clientes controlan el contenido del artículo de la misma manera que controlan los comunicados de prensa, que funcionan como parte de las estrategias de publicidad. En enero de 2007, Rick Jelliffe afirmó en un reportaje difundido por CBS e IDG News Service que Microsoft le había ofrecido una compensación a cambio de sus futuros servicios editoriales en OOXML. Un portavoz de Microsoft, citado por CBS, comentó que «Microsoft y el escritor, Rick Jelliffe, no habían determinado un precio y ningún dinero había cambiado de manos, pero habían acordado que no se permitiría a la compañía revisar su escrito antes de su presentación». La CBS también citó a Jimmy Wales como el que expresó su desaprobación por la participación de Microsoft: «Nos decepcionó mucho oír que Microsoft estaba tomando ese enfoque».
En una historia cubierta por la BBC, Jeffrey Merkey afirmó que a cambio de una donación su entrada en Wikipedia fue editada a su favor. Jay Walsh, un portavoz de Wikipedia, negó rotundamente las acusaciones en una entrevista concedida al The Daily Telegraph.
En una historia cubierta por InformationWeek, Eric Goldman, profesor asistente de derecho de la Universidad de Santa Clara en California, argumentó que «eventualmente, los especialistas desarrollarán programas para editar las páginas de Wikipedia para insertar enlaces y llevar a cabo ataques automatizados a Wikipedia», poniendo así a la enciclopedia más allá de la capacidad de sus editores para proporcionar contramedidas contra los atacantes, particularmente debido a un círculo vicioso donde la tensión de responder a estos ataques aleja a los contribuyentes principales, aumentando la tensión en los que permanecen. Sin embargo, Wikipedia opera con bots para ayudar a la detección y eliminación del vandalismo, y utiliza nofollow y CAPTCHA para desalentar y filtrar las adiciones de enlaces externos.

#### Conflictos que involucran a los responsables de las políticas de Wikipedia
En febrero de 2008, el sitio web británico de noticias y opinión sobre tecnología, The Register, declaró que un destacado administrador de Wikipedia había editado un área temática en la que tenía un conflicto de interés para reducir al mínimo las críticas, así como para modificar las políticas de Wikipedia en relación con la biografía de personas y el conflicto de interés a fin de favorecer su edición.
Algunas de las críticas más mordaces a la supuesta neutralidad de Wikipedia llegaron en The Register, que a su vez fue supuestamente criticado por los miembros fundadores del proyecto. Según The Register:

En resumen, Wikipedia es un culto. O al menos, el círculo interno es un culto. No somos los primeros en hacer esta observación.

En el interior, se refuerzan mutuamente sus creencias. Y si alguien de fuera cuestiona esas creencias, cierran filas. Niegan los hechos. Atacan al atacante. Después de la historia de Jossi Fresco, Fresco no refutó nuestro reportaje. Simplemente nos acusó de «periodismo amarillo». Después de nuestro artículo en Overstock.com, Wales nos llamó «basura».

Charles Arthur en The Guardian dijo que «Wikipedia, y tantas otras actividades en línea, muestran todas las características externas de un culto».
En febrero de 2015, un antiguo administrador de Wikipedia fue expulsado después de que el Comité de Arbitraje de Wikipedia determinara que, durante un período de varios años, había manipulado el contenido de los artículos de Wikipedia para añadir contenido positivo y eliminar el contenido negativo sobre el controvertido Instituto Indio de Planificación y Gestión y su decano, Arindam Chaudhuri. Un periodista indio comentó en Newsweek la importancia del artículo de Wikipedia sobre la campaña de relaciones públicas del instituto y expresó la opinión de que «al dejar que esto continúe por tanto tiempo, Wikipedia ha arruinado la vida de quizás 15 000 estudiantes».

#### Disputas científicas
El estudio de Nature de 2005 también dio dos breves ejemplos de los desafíos que los editores científicos de Wikipedia supuestamente enfrentaron en la propia Wikipedia. El primero se refería a la adición de una sección sobre la violencia al artículo sobre la esquizofrenia, que exhibía la opinión de uno de los editores habituales del artículo, el neuropsicólogo Vaughan Bell, de que era poco más que un «desvarío» sobre la necesidad de encerrar a la gente, y que la edición le estimulaba a buscar la literatura sobre el tema.
La segunda controversia de la que informó Nature se refería al climatólogo William Connolley, relacionada con prolongadas disputas entre editores sobre temas de cambio climático, en las que Connolley fue absuelto y se prohibió a varios usuarios que editaran artículos relacionados con el clima durante seis meses; en otro documento se comentaba que se trataba más de una cuestión de etiqueta que de parcialidad y que Connolley «no soportaba a los tontos».